# Volo Air France 447
Il volo Air France 447 era un volo di linea intercontinentale in servizio dall'aeroporto Galeão di Rio de Janeiro, Brasile, all'aeroporto Charles de Gaulle di Parigi, Francia.
Lunedì 1º giugno 2009, alle ore 02:14 UTC, l'aeromobile che effettuava il volo, un Airbus A330-200 della compagnia aerea Air France, registrato F-GZCP (primo volo il 25 febbraio 2005), perse i contatti coi sistemi di tracciamento e col controllo del traffico aereo; si scoprì che era precipitato nell'oceano Atlantico causando la morte di tutte le 228 persone che portava a bordo, di cui 216 passeggeri, 3 piloti e 9 assistenti di volo. La zona dell'oceano in cui si verificò l'incidente è situata a circa metà percorso tra l'Africa e l'America Meridionale.
Nella mattinata del 2 giugno fu data notizia del ritrovamento di alcuni resti, che poi si rivelarono non appartenenti all'aereo scomparso, ma probabilmente a una nave: questa circostanza rese il caso un giallo.
Nel corso delle prime operazioni di ricerca nessun superstite fu ritrovato: vennero recuperati 51 corpi e alcuni rottami galleggianti. La prima fase delle ricerche si concluse il 27 giugno 2009; vi furono poi altre fasi di ricerca nel corso dei due anni successivi.
Le indagini, durate complessivamente tre anni (dal giugno 2009 al giugno 2012), furono inizialmente ostacolate dalla mancanza di testimonianze oculari e di tracce radar attendibili, oltre che dalla difficoltà di recuperare i resti del velivolo e le scatole nere, individuate e recuperate dal fondo dell'oceano soltanto due anni dopo l'incidente, nel maggio 2011.
Le relazioni preliminari e intermedie del BEA rivelarono che l'aereo si schiantò a seguito di uno stallo aerodinamico e che, pochi minuti prima dell'impatto, i tubi di Pitot iniziarono a fornire indicazioni di velocità aerodinamica errate a causa della formazione di ghiaccio che ne avrebbe causato il congelamento, l'otturazione e il conseguente malfunzionamento. L'ostruzione del tubo di Pitot era già stata responsabile in passato degli incidenti del volo Northwest Airlines 6231 nel 1974 e dei voli Birgenair 301 e AeroPerù 603 nel 1996. Inoltre, i rapporti del BEA indicarono che i piloti non erano stati addestrati a pilotare l'aereo "in modalità manuale" e non erano in grado "di riconoscere tempestivamente e rispondere a un malfunzionamento del sensore di velocità ad alta quota"; questo non era un requisito di formazione standard al momento dell'incidente.
La relazione finale delle indagini sull'incidente venne rilasciata dal BEA in una conferenza stampa a Le Bourget il 5 luglio 2012 e indicò gli errori dei piloti e i guasti tecnici le cause principali dell'incidente; in particolare, evidenziò l'incoerenza tra le misure della velocità riportate dagli strumenti a seguito dell'ostruzione dei tubi di Pitot da parte di cristalli di ghiaccio, che causarono la disattivazione del pilota automatico; interventi inappropriati da parte dei piloti, che portarono il velivolo in una condizione di stallo e, infine, la mancata comprensione della situazione di stallo sempre da parte dei piloti, che – se prontamente identificata – avrebbe invece reso possibile il recupero della normale attitudine di volo.
Il processo penale iniziò il 10 ottobre 2022 e si concluse l'8 dicembre 2022, la sentenza venne emessa il 17 aprile 2023: i due imputati, Air France e Airbus, processati per omicidio colposo, vengono assolti dal tribunale penale di Parigi. Il 27 aprile 2023 l'accusa presenta ricorso. Un nuovo processo è previsto per settembre 2025.
Paul-Louis Arslanian, capo del BEA, descrisse la tragedia come il peggior incidente nella storia dell'aviazione francese e il più catastrofico incidente aereo di linea commerciale nel mondo verificatosi dal momento dello schianto del volo 587 dell'American Airlines a New York nel 2001. Fu inoltre il primo incidente mortale su un aereo di linea Airbus A330 in servizio passeggeri; nessun altro aereo passeggeri dell'era moderna era mai scomparso in modo così repentino, senza avere nemmeno il tempo di lanciare un mayday.
L'opinione pubblica in Brasile, Francia e Germania seguì attentamente il caso del volo AF 447, perché la maggior parte dei passeggeri a bordo del velivolo provenivano da quelle nazioni. La maggioranza dei passeggeri a bordo dell'aereo, era in viaggio per motivi di lavoro e turismo.

## Il volo e la dinamica dell'incidente

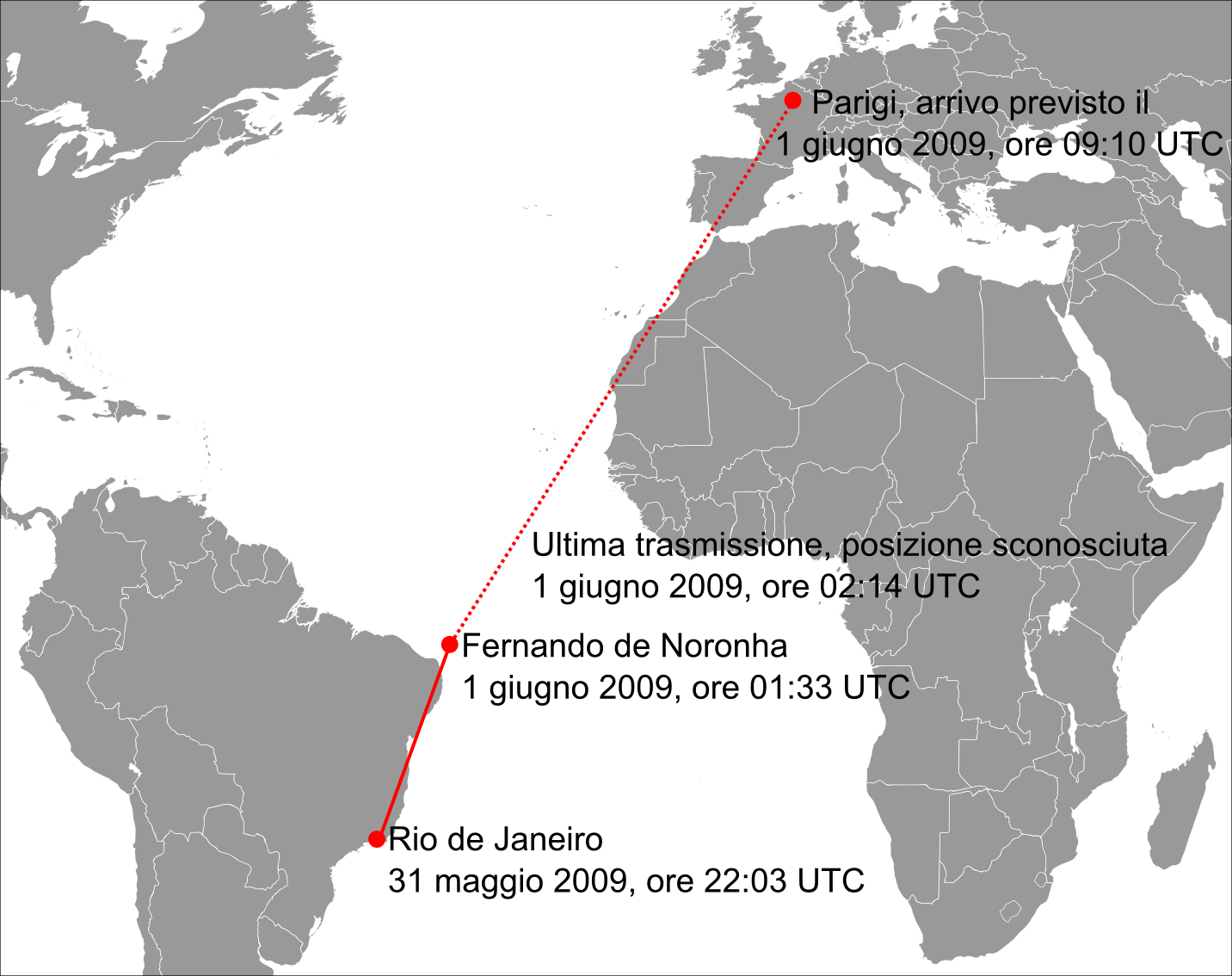
Il piano di volo

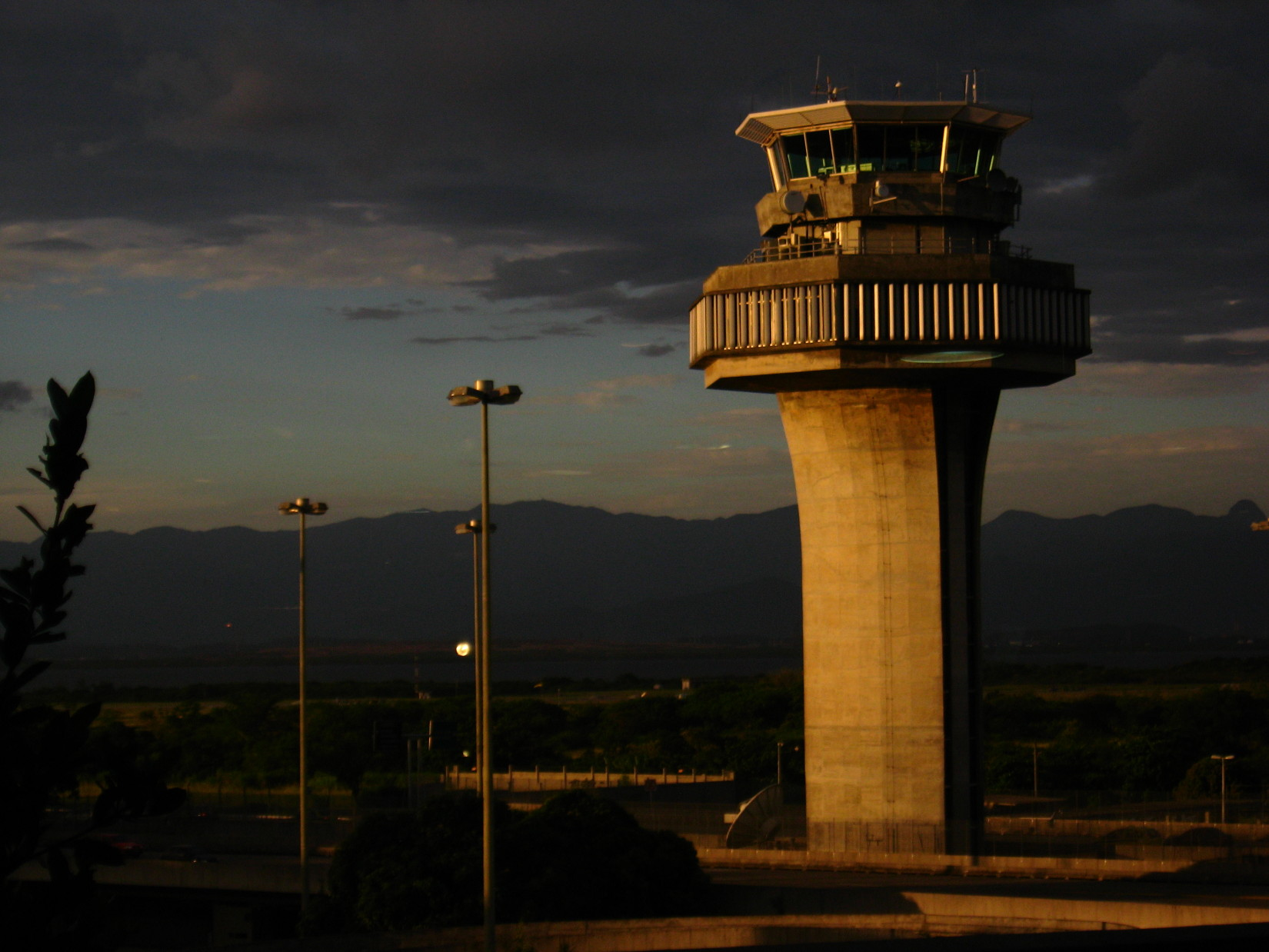
La torre di controllo dell'aeroporto Galeão di Rio de Janeiro.

Il velivolo Airbus A330-200 aveva effettuato il suo primo volo il 25 febbraio 2005, ed il suo certificato di aeronavigabilità era valido fino al 17 aprile 2010. Il 17 agosto 2006 era stato coinvolto in una collisione a terra con l'Airbus A321-211 F-GTAM nell'aeroporto Charles de Gaulle di Parigi, in cui aveva subito solo lievi danni. 
La manutenzione di tipo sull'A330 viene effettuata ogni 800 ore di volo, il che per Air France equivale a un controllo ogni due mesi circa. Consiste nel controllo degli impianti mediante prove di funzionamento, operazioni di lubrificazione, controllo dei livelli del fluido idraulico e ispezioni visive delle parti strutturali, senza smontaggio. Le ultime revisioni erano state effettuate il 27 dicembre 2008, il 21 febbraio 2009 e il 16 aprile 2009 (quest'ultima 45 giorni prima dell'incidente), mentre l'ultimo controllo tecnico non aveva rivelato problemi. L'indagine ha concluso che queste operazioni di manutenzione sono state eseguite in conformità alle procedure raccomandate e approvate da Airbus. L'analisi del programma di volo dell'aereo, dei rapporti di manutenzione e del fascicolo di aeronavigabilità non ha evidenziato alcuna anomalia. 
Fra il 5 maggio e il 31 maggio 2009 l'aereo aveva effettuato 24 voli da e verso Parigi, per diverse destinazioni in tutto il mondo. All'arrivo dell'aereo a Rio de Janeiro, tre giorni prima dell'incidente, il capitano segnalò un problema al selettore VHF, che fu risolto. Al momento dell'incidente, il velivolo aveva totalizzato 18 870 ore di volo.
Sull'aereo erano presenti 3 piloti:
- Marc Dubois, comandante, 58 anni, entrato a far parte di Air France nell'aprile 1997, dopo aver trascorso 9 anni (dal febbraio 1988 all'aprile 1997) presso Air Inter, in seguito fusa con Air France, con 10988 ore di volo totali, di cui 6258 come capitano e 1700 sull'Airbus A330. Aveva effettuato 16 voli verso il Sud America da quando era entrato a far parte della divisione A330/A340 nel febbraio 2007.
- David Robert, primo ufficiale, 37 anni, entrato a far parte di Air France nel luglio 1998, con 6547 ore di volo totali, di cui 4.479 sull'Airbus A330. Aveva effettuato 39 voli verso il Sud America da quando era entrato a far parte della divisione A330/A340 nell'aprile 2002. Robert si è laureato all'École nationale de l'aviation civile, parte delle Grande école, ed era passato da pilota a dirigente nel centro operativo della compagnia aerea. Stava prestando servizio come pilota sul volo 447 per mantenere la sua abilitazione al volo. Aveva già effettuato un volo Parigi-Rio de Janeiro come PF (Pilota ai comandi) il 9 marzo 2009.
- Pierre-Cédric Bonin, primo ufficiale, 32 anni, entrato a far parte di Air France nell'ottobre 2003, con 2936 ore di volo totali, di cui 807 sull'Airbus A330. Aveva effettuato 5 voli verso il Sud America da quando è entrato a far parte della divisione A330/A340 nel giugno 2008. Anche sua moglie Isabelle, insegnante di fisica, era a bordo dell'aereo.

L'aereo lasciò Rio de Janeiro il 31 maggio alle 19:03 ora locale (22:03 UTC), con arrivo previsto all'aeroporto Charles de Gaulle di Parigi il 1º giugno alle 11:10 ora locale (09:10 UTC).
L'ultimo contatto in fonia con l'aereo avvenne alle 01:33 UTC, quando si trovava a 565 km dalla costa nord-orientale del Brasile, in corrispondenza del waypoint INTOL. In quell'occasione l'equipaggio riportò che il velivolo era a circa 50 minuti dallo spazio aereo del Senegal e che il volo si stava svolgendo in modo normale, a un'altitudine di 10760 m e ad una velocità di 840 km/h. L'Airbus però iniziò poco dopo ad affrontare una violenta turbolenza atmosferica, causata da una forte tempesta sull'oceano.
Alle 02:10 UTC un messaggio automatico del sistema ACARS segnalò che il pilota automatico si era disinserito. Un altro messaggio al medesimo orario indicava che l'aereo si trovava nella posizione 2°59'N 30°35'W. L'ultimo contatto avvenne quattro ore dopo il decollo, alle 02:14 UTC: in meno di cinque minuti l'ACARS del velivolo aveva inviato automaticamente ben 24 messaggi, che segnalavano vari guasti e una perdita di pressurizzazione in cabina di pilotaggio. L'ultimo messaggio, alle 02:14 UTC, indicava che l'aereo stava scendendo con una velocità verticale troppo elevata. I messaggi vennero resi pubblici il 4 giugno 2009.

### I 24 messaggi ACARS
Anche se non ufficialmente confermati, i messaggi ACARS ricevuti sono stati:
| Orario | Codice                          | Interpretazione |
| 22:45  | FAILURE LAV CONF                | Malfunzionamento toilette |
| 02:10  | WARNING AUTO FLT AP OFF         | Disconnessione del pilota automatico |
| 02:10  | WARNING AUTO FLT                | Sconosciuto |
| 02:10  | WARNING F/CTL ALTN LAW          | Il sistema Fly-by-wire passa dalla modalità normale (Normal Law) a quella alternativa (Alternate Law), disattivando molti sistemi di sicurezza per il volo                                                 |
| 02:10  | WARNING FLAG ON CAPT PFD        | Sul Display Primario di volo (PFD) lato comandante (CM1) - viene segnalato l'allarme di velocità errata |
| 02:10  | WARNING FLAG ON F/O PFD         | Sul Display Primario di volo (PFD) lato primo ufficiale (CM2) - viene segnalato l'allarme di velocità errata                                                                                               |
| 02:10  | WARNING AUTO FLT A/THR OFF      | L'automatismo inerente alla gestione della manetta motori, si disconnette |
| 02:10  | WARNING NAV TCAS FAULT          | Il sistema anticollisione (TCAS) va in errore e si disattiva |
| 02:10  | WARNING FLAG ON CAPT PFD        | Sul Display Primario di volo (PFD) lato comandante (CM1) - viene segnalato l'allarme di velocità errata |
| 02:10  | WARNING FLAG ON F/O PFD         | Sul Display Primario di volo (PFD) lato primo ufficiale (CM2) - viene segnalato l'allarme di velocità errata                                                                                               |
| 02:10  | WARNING F/CTL RUD TRV LIM FAULT | Il messaggio indica la disattivazione del Limitatore di corsa del timone - ripristinando la massima deflessione sul timone direzionale                                                                     |
| 02:10  | WARNING MAINTENANCE STATUS      | Sconosciuto |
| 02:10  | WARNING MAINTENANCE STATUS      | Sconosciuto |
| 02:10  | FAILURE EFCS2 1                 | Altri problemi all'Electronic Flight Control System |
| 02:10  | FAILURE EFCS1 X2                | Altri problemi all'Electronic Flight Control System |
| 02:11  | WARNING FLAG ON CAPT PFD        | Sul Display Primario di volo (PFD) lato comandante (CM1) - viene segnalato l'allarme di velocità errata |
| 02:11  | WARNING FLAG ON F/O PFD         | Sul Display Primario di volo (PFD) lato primo ufficiale (CM2) - viene segnalato l'allarme di velocità errata                                                                                               |
| 02:12  | WARNING NAV ADR DISAGREE        | Vengono rilevate delle discrepanze dall'Air Data Reference (ADR) durante l'acquisizione di dati vitali come velocità e assetto di volo (AoA) - Possibile allarme falsato dagli errori della strumentazione |
| 02:12  | FAILURE ISIS 1                  | Problemi all'orizzonte artificiale elettronico - Integrated Stand-by Instrument |
| 02:12  | FAILURE IR2 1,EFCS1X,IR1,IR3    | Altri problemi ai sistemi inerziali del velivolo (IR1, IR2, IR3) e al Fly-by-wire |
| 02:13  | WARNING F/CTL PRIM 1 FAULT      | Il computer primario che gestisce le superfici di controllo va in errore e si disattiva (probabilmente a causa delle notevoli discrepanze e errori acquisiti dai dati di volo)                             |
| 02:13  | WARNING F/CTL SEC 1 FAULT       | Malfunzionamento del computer inerente alle superfici di controllo (Spoiler and Elevator Computer) (probabilmente a causa delle notevoli discrepanze e errori acquisiti dai dati di volo)                  |
| 02:14  | WARNING MAINTENANCE STATUS      | Sconosciuto |
| 02:14  | FAILURE AFS                     | Il sistema automatico di volo (Automatic Flight System) va in errore e si disattiva |
| 02:14  | WARNING ADVISORY                | Messaggio che può indicare una discesa troppo rapida o una depressurizzazione dell'aereo, anche se non si può escludere che sia falsato dagli errori della strumentazione                                  |

Pochi mesi dopo l'incidente, l'EASA emise una direttiva che intimava la sostituzione per tutti gli Airbus di 2 dei 3 tubi di Pitot per la possibile formazione di ghiaccio e della loro scarsa resistenza a condizioni meteo avverse. I messaggi ACARS avevano evidenziato numerosi errori alla strumentazione di volo; in particolare, il messaggio WARNING NAV ADR DISAGREE indicava che i vari sistemi che elaborano i dati dei tubi di Pitot erano in disaccordo, fatto che aveva causato la disattivazione di tutti i sistemi automatici, in quanto l'avionica non era più in possesso di dati sicuri per l'impostazione del volo. Dopo la disattivazione contemporanea di tutti i sistemi, la guida dell'aereo passò sotto il completo controllo del pilota, che però (come indicano i dati ACARS) non possedeva nessuna informazione (o possedeva informazioni errate) su velocità e posizione rispetto all'orizzonte.
L'errore relativo al sovraccarico del timone del messaggio ACARS, trasmesso alle 02:10, potrebbe essere dovuto a una brusca manovra dei piloti, causata dai dati errati di velocità e posizione.

### La cronologia del volo

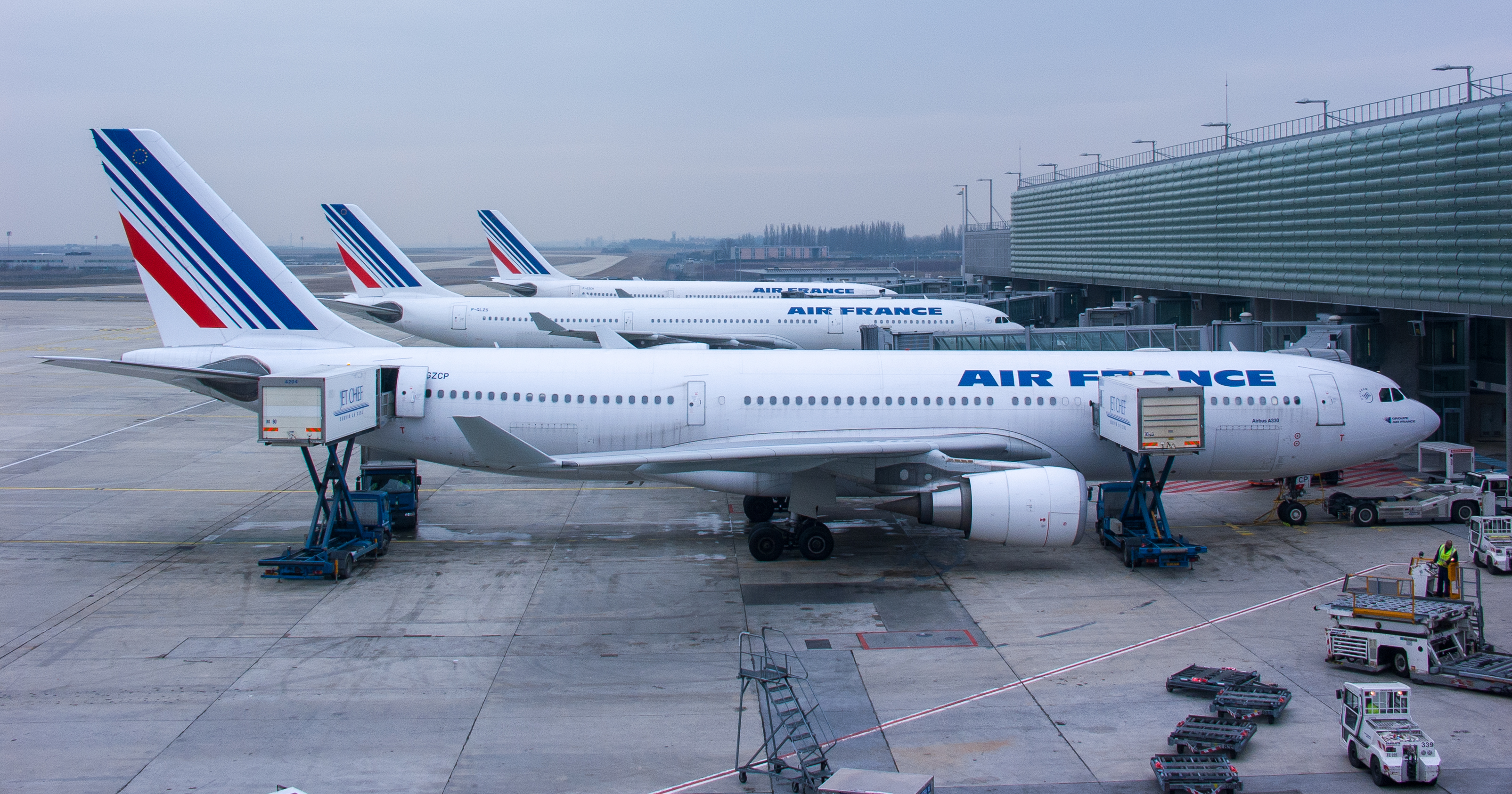
L'Airbus A330-200 F-GZCP dell'Air France a Parigi nel febbraio 2008.

(Dati estratti dal rapporto BEA nº 3)
L'equipaggio del volo AF 447 comprende tre piloti, un comandante e due primi ufficiali (anche se l'Airbus A330 necessita di soli due piloti, in questo caso, trattandosi di una rotta di elevata lunghezza, ve ne sono a bordo tre, che si avvicendano in modo da consentire i turni di riposo regolamentari). L'aereo decolla alle ore 22:03 da Rio de Janeiro. L'ultimo contatto radio dell'aereo risale all'01:33, quando l'equipaggio informa il controllore ATLANTICO di aver passato il punto INTOL e annuncia i tempi stimati di arrivo: SALPU alle 01:48, ORARO alle 02:00. L'equipaggio trasmette il codice SELCAL e il test risulta eseguito con successo. Quando il velivolo entra nella zona di convergenza intertropicale a una quota di circa 35 000 piedi (10 668 m) — definita tecnicamente livello di volo 350 — è sotto il controllo dell'autopilota. Il comandante si è da poco allontanato per usufruire del suo turno di riposo regolamentare senza che sia stato deciso quale co-pilota dovrà sostituirlo; i due primi ufficiali, al corrente della presenza di un'estesa turbolenza lungo il percorso di volo, avvisano il personale di bordo della possibilità di oscillazioni particolarmente violente del velivolo, modificano leggermente la rotta verso sinistra e, a causa delle cattive condizioni meteorologiche, riducono la velocità.
Alle ore 02:10:05 (UTC) il pilota automatico si disinserisce automaticamente, poiché, a seguito della formazione di ghiaccio nelle sonde di Pitot, i sistemi di bordo non dispongono di dati affidabili. Come previsto dal regolare funzionamento dell'aeromobile, ad assumere i comandi manuali è il pilota seduto sul sedile di destra, che in questo caso è il co-pilota più giovane e con meno esperienza di volo. Sebbene la situazione non presenti nulla di eccezionale e non vi sia alcun pericolo diretto, e sebbene la procedura più sicura da seguire dopo una disattivazione del pilota automatico preveda di non intervenire su assetto e prua, il co-pilota ai comandi, per ragioni mai del tutto comprese, compie una manovra totalmente insensata e dannosa: tira a sé la cloche, mettendo l'assetto dell'aeromobile in cabrata, mentre il volo diviene sempre più turbolento e l'aeromobile comincia a perdere sensibilmente velocità. L'unica spiegazione di questa manovra è che la mancanza improvvisa del dato anemometrico negli ADR avrebbe causato una “perdita apparente” di altitudine e il co-pilota ai comandi, non capendo di essere di fronte a un problema non reale, ma unicamente strumentale, avrebbe avuto la reazione più ovvia e istintiva possibile di fronte a un principio di discesa, cioè quella di dare un input di cabrata. Immediatamente dopo, alle 02:10:10, si inserisce l'avviso di stallo e l'aereo raggiunge l'altitudine di 37 924 piedi (11 559 m). Il co-pilota non ai comandi indica la necessità di "scendere". Il co-pilota al comando continua invece a tirare indietro la cloche, mantenendo l'aeromobile col muso sollevato e causando il perdurare dello stallo.
Alle 02:10:51 l'allarme di stallo si attiva nuovamente; suonerà 74 volte sino allo schianto dell'aereo. Quando lo stallo causa una riduzione di velocità tale da non poter più sostenere il volo, l'aereo comincia a perdere quota in modo significativo, tra i 10000  e i 15 000 piedi al minuto. La disciplina e la comunicazione all'interno della cabina di pilotaggio si deteriorano quindi notevolmente. Alle 02:11:45 il comandante fa ritorno all'interno della cabina di pilotaggio dopo essere stato chiamato dai colleghi, ma non disponendo di tutte le informazioni non ha modo di comprendere quanto stia accadendo e di fornire il proprio aiuto; i due co-piloti non sono in grado di trasmettergli le informazioni utili, in quanto è evidente che non sono consapevoli della reale situazione e non lo sono mai stati durante tutto l'arco degli eventi. Questo concorre ad aumentare la confusione, di conseguenza l'equipaggio non adotta i provvedimenti che sarebbero necessari per uscire dallo stallo, ovvero puntare verso il basso il muso dell'aereo e aumentare la potenza dei motori per recuperare la velocità. Alle 02:13:18 l'aereo raggiunge la quota di 10 000 piedi (3 000 m), continuando a discendere a una media di 10 000 piedi al minuto. Alle 02:14:16, quando l'aereo si trova al di sotto dei 4 000 piedi (1 200 m) di altitudine, il Ground Proximity Warning System si attiva, segnalando la prossimità dell'oceano. Alle ore 02:14:28, dopo soli 4 minuti e 23 secondi dal disinserimento del pilota automatico, l'aereo impatta con l'oceano a una velocità di 293 km/h.

#### La situazione in cabina passeggeri
Secondo la relazione finale del collegio dei medici, incaricato di indagare sugli ultimi istanti di vita dei passeggeri (un documento di una trentina di pagine), nel lasso di tempo compreso tra il disinserimento del pilota automatico e l'impatto, la maggior parte dei passeggeri probabilmente non si è resa conto dell'evolversi della situazione e del fatto che stava per accadere un incidente mortale. Per sostenere questa tesi, il rapporto si basa su diversi elementi plausibili:
- non sono state registrate urla o altri rumori insoliti provenienti dalla cabina;
- non è stato registrato alcun utilizzo di segnali per chiamare il personale di volo;
- era buio e le tendine dei finestrini erano abbassate (privando quindi i passeggeri di indicazioni geospaziali);
- la maggior parte dei passeggeri non indossava le cinture di sicurezza, come sarebbe dovuto accadere in caso di emergenza;
- l'attività del personale di volo era normale, con classiche turbolenze che si verificavano all'inizio della sequenza quando l'aereo iniziava a stallare[47];

Secondo Gérard Arnoux, capitano dell'Airbus e portavoce delle famiglie brasiliane, i movimenti e i rumori associati alla caduta dell'aereo potrebbero essere stati interpretati come semplici turbolenze atmosferiche, pur descrivendo il rumore prodotto come infernale.
In un documentario dedicato all'incidente, un ex pilota suggerisce che il capitano tornò nella cabina di pilotaggio perché riteneva che il comportamento dell'aereo non fosse normale.

### Le condizioni meteorologiche

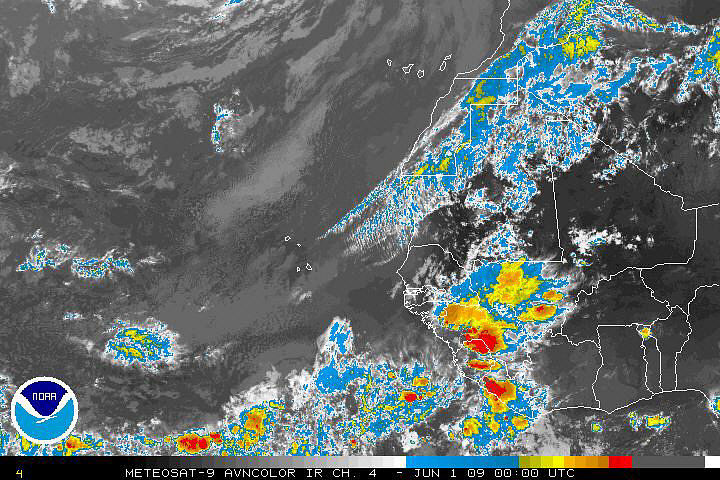
La zona di convergenza intertropicale a 0 h 00 UTC

L'analisi meteorologica della zona circostante il percorso di volo mostrò un sistema convettivo a mesoscala esteso a un'altitudine di circa 50 000 ft sopra l'oceano Atlantico. Dalle immagini satellitari, risultò che negli ultimi minuti l'aereo aveva attraversato una serie di tempeste con significative turbolenze lungo la zona di convergenza intertropicale, con la possibilità di formazione di brina e ghiaccio. Le immagini satellitari dimostrarono che il volo aveva incontrato una serie significativa di tempeste. Generalmente, quando incontrano tempeste di questo tipo di notte, i piloti utilizzano il radar di bordo per modificare la rotta in modo da aggirarle.
Le turbolenze incontrate dall'aereo in prossimità di queste tempeste possono aver contribuito all'incidente, anche se nella stessa zona in cui precipitò il volo AF 447, nei minuti precedenti e successivi alle 02:14 UTC, transitarono altri 3 voli di linea che non subirono alcun inconveniente.

## Reazioni e ricerche
Il controllo del traffico aereo (ATC) brasiliano contattò il controllo di Dakar alle 02:20 UTC, non avendo avuto più risposta alle chiamate radio e avendo notato che l'aereo non aveva effettuato la chiamata radiofonica per segnalare l'ingresso nello spazio aereo del Senegal. La Força Aérea Brasileira iniziò immediatamente le operazioni di ricerca e salvataggio (SAR) intorno all'arcipelago di Fernando de Noronha.

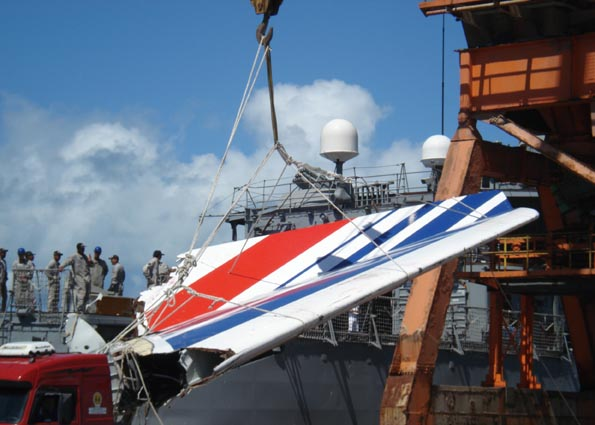
Il recupero del timone, elemento verticale dell'impennaggio di coda.

Il presidente francese Nicolas Sarkozy, appena informato, chiese "al governo e alle amministrazioni coinvolte di fare tutto il possibile per ritrovare la traccia dell'aereo e fare al più presto luce sulle circostanze della scomparsa". Nel pomeriggio Sarkozy si recò personalmente all'aeroporto di Parigi, dove incontrò i parenti dei passeggeri e disse loro che le possibilità di trovare dei superstiti erano minime, mentre le autorità francesi chiesero al Dipartimento della difesa degli Stati Uniti d'America l'assistenza dei satelliti militari per provare a localizzare l'aereo.
Air France allestì un centro di crisi al Terminal 2D per accogliere e fornire assistenza psicologica a parenti e amici dei passeggeri, arrivati all'aeroporto di Parigi-Charles de Gaulle. Molti dei passeggeri del volo AF 447 erano diretti ad altre destinazioni in tutto il mondo, e nei giorni successivi la compagnia aerea contattò circa 2.000 persone tra familiari, parenti e amici delle vittime.
Verso le ore 16 del 1º giugno i funzionari di Air France e il governo francese comunicarono in conferenza stampa che con ogni probabilità l'aereo era precipitato nell'Oceano Atlantico e che «non c'era più nulla da fare per i passeggeri a bordo».

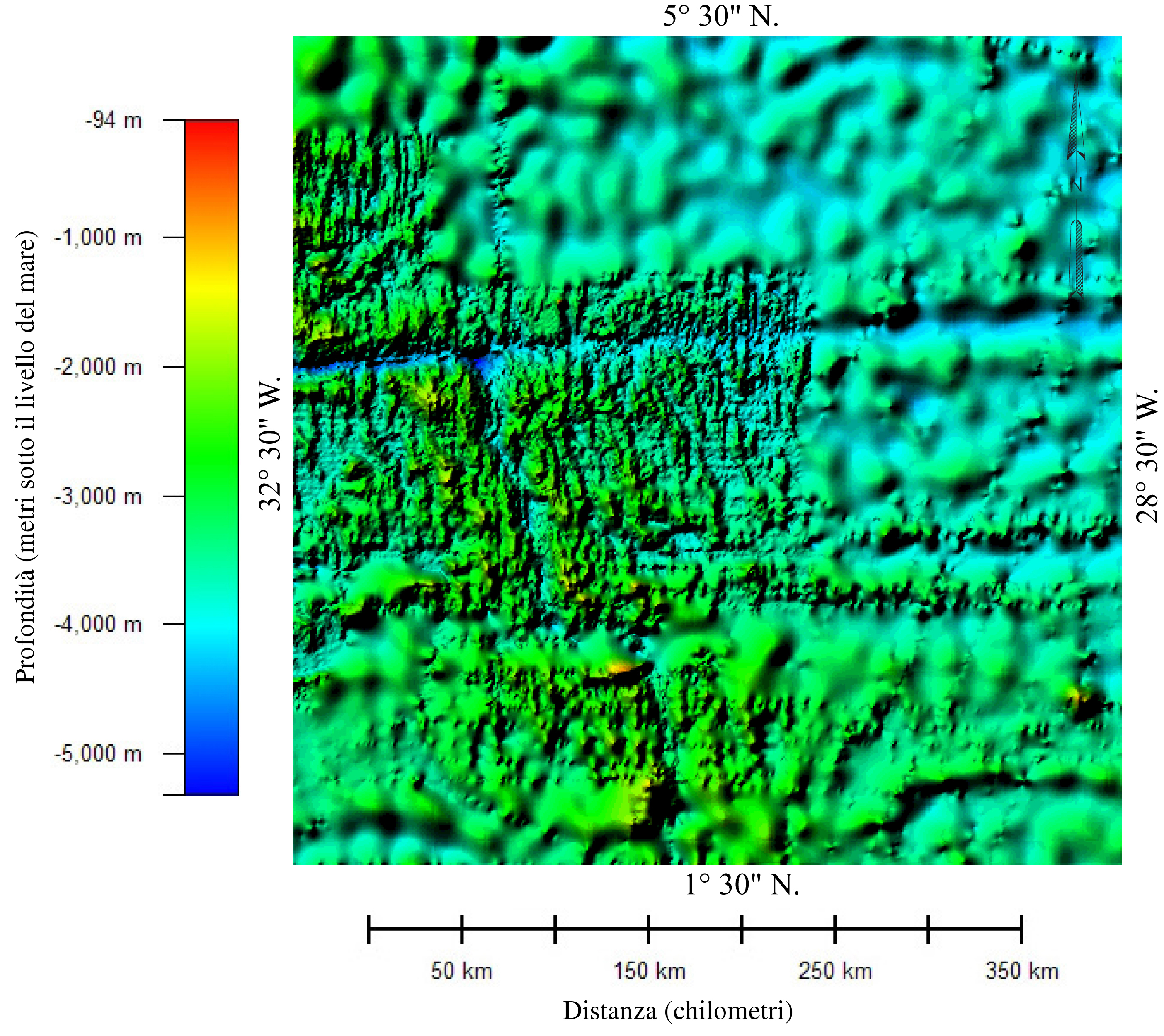
La profondità dell'oceano nel luogo dell'incidente.

Alle 19:00 UTC del 1º giugno, la Spagna inviò un aereo da pattugliamento marittimo nelle operazioni di ricerca e soccorso vicino a Capo Verde. In serata, il vicecapo del Centro Aeronautico Brasiliano, Jorge Amaral, confermò che, una manciata di minuti dopo che l'Airbus aveva trasmesso l'ultimo messaggio ACARS, i piloti del volo TAM Airlines diretto dall'Europa al Brasile segnalarono l'avvistamento di bagliori arancioni in mezzo all'Atlantico - che potevano indicare dei rottami in fiamme - a circa 1300 km da Fernando de Noronha. Un avvistamento identico, simile a qualcosa di lampeggiante sopra l'oceano, venne segnalato dal pilota spagnolo del volo Air Comet 974, in volo da Lima a Madrid.

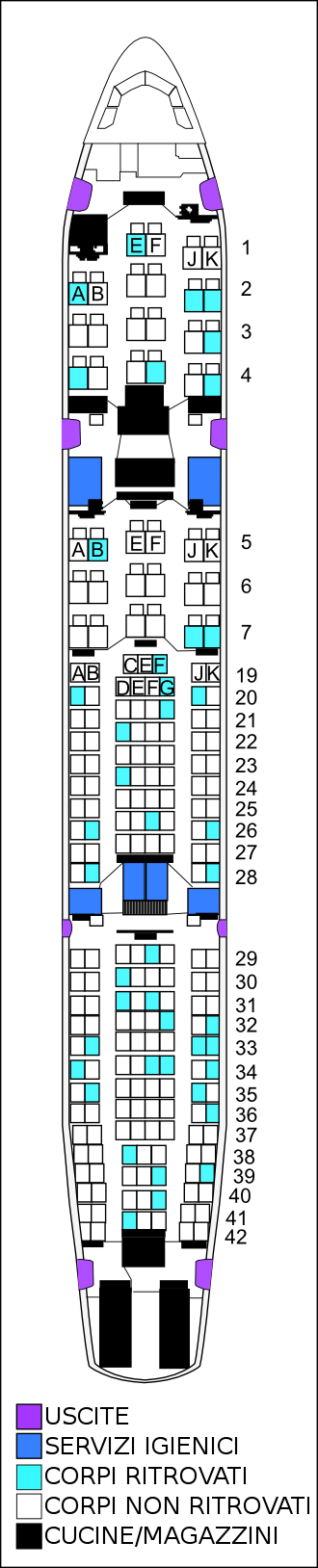
Diagramma della localizzazione dei posti a sedere di 44 delle 51 persone i cui corpi furono ritrovati nelle operazioni di ricerca del 2009.

Il 2 giugno, alle 15:20 UTC, la Brazilian Air Force effettuò un pattugliamento della zona con un Embraer R-99 dotato di radar Erieye, ritrovando rottami e tracce di carburante sparsi in un raggio di 5 km a circa 650 km a nord-est di Fernando de Noronha, nei pressi dell'arcipelago di San Pietro e San Paolo. Più tardi, il ministro della difesa brasiliano Nelson Jobim annunciò che i resti ritrovati non erano appartenenti al volo AF 447 come inizialmente si riteneva. Durante il pomeriggio vennero inviate sul presunto sito dell'incidente anche due navi della marina francese. Fu inoltre inviata la nave per le ricerche francese Pourquoi Pas? della compagnia Ifremer, equipaggiata con due piccoli sommergibili in grado di scendere a seimila metri di profondità.
Gli esperti dissero che l'area dell'Atlantico dove l'aereo era precipitato non era profonda più di 4 700 metri. Sul posto venne impiegato anche un Lockheed Martin P-3 Orion della marina statunitense, dotato di sistemi per la ricerca sottomarina e di superficie.
Il 3 giugno il pattugliatore NPa Grajaú della marina brasiliana comunicò di aver rinvenuto alcuni resti dell'aereo. La marina brasiliana dichiarò di aver spedito sul luogo del ritrovamento un totale di cinque navi.
Il 5 giugno il ministro della difesa francese Hervé Morin annunciò che il sottomarino nucleare Emeraude, della classe Rubis, era stato inviato nella zona dell'incidente, per contribuire alle ricerche delle scatole nere, che avrebbero potuto trovarsi a grande profondità, e sarebbe arrivato in area all'inizio della settimana seguente. Il sottomarino era in grado di ascoltare con il suo sonar il segnale ultrasonico emesso dalle scatole nere.
Lo stesso 5 giugno, la marina brasiliana confermò che i resti trovati in mare non appartenevano al volo 447 di Air France, ma a una nave, e che inoltre la chiazza di olio che si estendeva per circa 20 chilometri era stata ritenuta incompatibile con la capacità dei serbatoi.

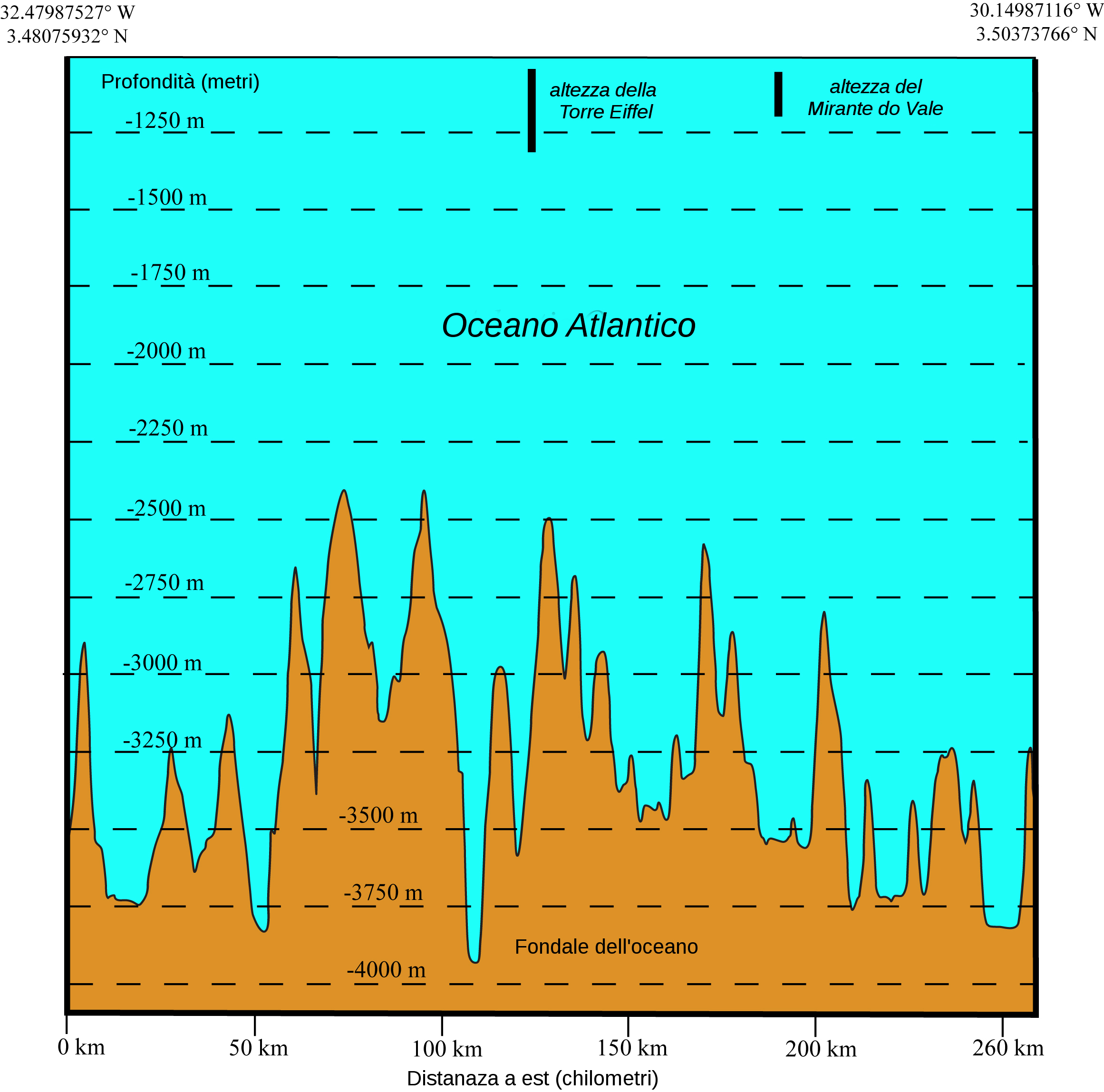
Spaccato est-ovest della porzione dell'oceano Atlantico in cui si è schiantato il volo Air France 447.

Il 6 giugno le autorità brasiliane annunciarono di aver recuperato due corpi dei 228 passeggeri al largo della costa brasiliana; insieme ai cadaveri furono ripescati alcuni rottami e delle valigie, una delle quali contenente una carta d'imbarco Air France. La conferma avvenne tramite il portavoce dell'aeronautica brasiliana, il colonnello Jorge Amaral. I ritrovamenti erano stati possibili anche grazie al miglioramento delle condizioni meteorologiche.
Nei giorni seguenti si susseguirono ritrovamenti di altri corpi delle vittime della sciagura e di alcuni pezzi dell'aereo. In particolare, l'8 giugno fu ritrovato il piano verticale dell'aereo.
Il 26 giugno l'esercito brasiliano annunciò di aver concluso la ricerca dei corpi e dei rottami. Proseguirono invece le ricerche delle scatole nere del velivolo. A luglio si passò alla seconda fase, tramite una nave da ricerca francese dotata di un sofisticato sonar.
Al 27 giugno erano stati ritrovati 51 corpi; questi erano stati portati all'obitorio di Recife, dove per l'identificazione i funzionari dell'Interpol procedettero al test del DNA, alle registrazioni dentali e alla rilevazione delle impronte digitali. I resti dell'Airbus vennero consegnati per gli esami alle autorità francesi.
Alla fine di luglio 2009, Airbus annunciò il finanziamento di una nuova e più estesa ricerca delle scatole nere, la quale tuttavia si concluse il 20 agosto 2009 senza trovare né il relitto né le scatole nere in un raggio di 75 km dall'ultima posizione dell'aereo, registrata alle 02:10 UTC del 1º giugno.
Il 6 maggio 2010 il ministro francese della Difesa riferì che il registratore vocale della cabina di guida era stato localizzato con un'approssimazione di poche miglia, grazie all'analisi dei dati registrati dal sommergibile francese durante la ricerca dell'agosto 2009.
Il 12 maggio 2010 fu invece segnalato che le ricerche si stavano concentrando in una zona diversa da quella perlustrata dal sottomarino francese.
La terza fase delle ricerche si concluse il 24 maggio 2010 senza successo, anche se il BEA affermò che la ricerca aveva coperto quasi interamente l'area circoscritta dagli investigatori. Nel novembre 2010 funzionari francesi annunciarono che un quarto tentativo di ricerca sarebbe iniziato a febbraio 2011, utilizzando le più sofisticate tecnologie disponibili.

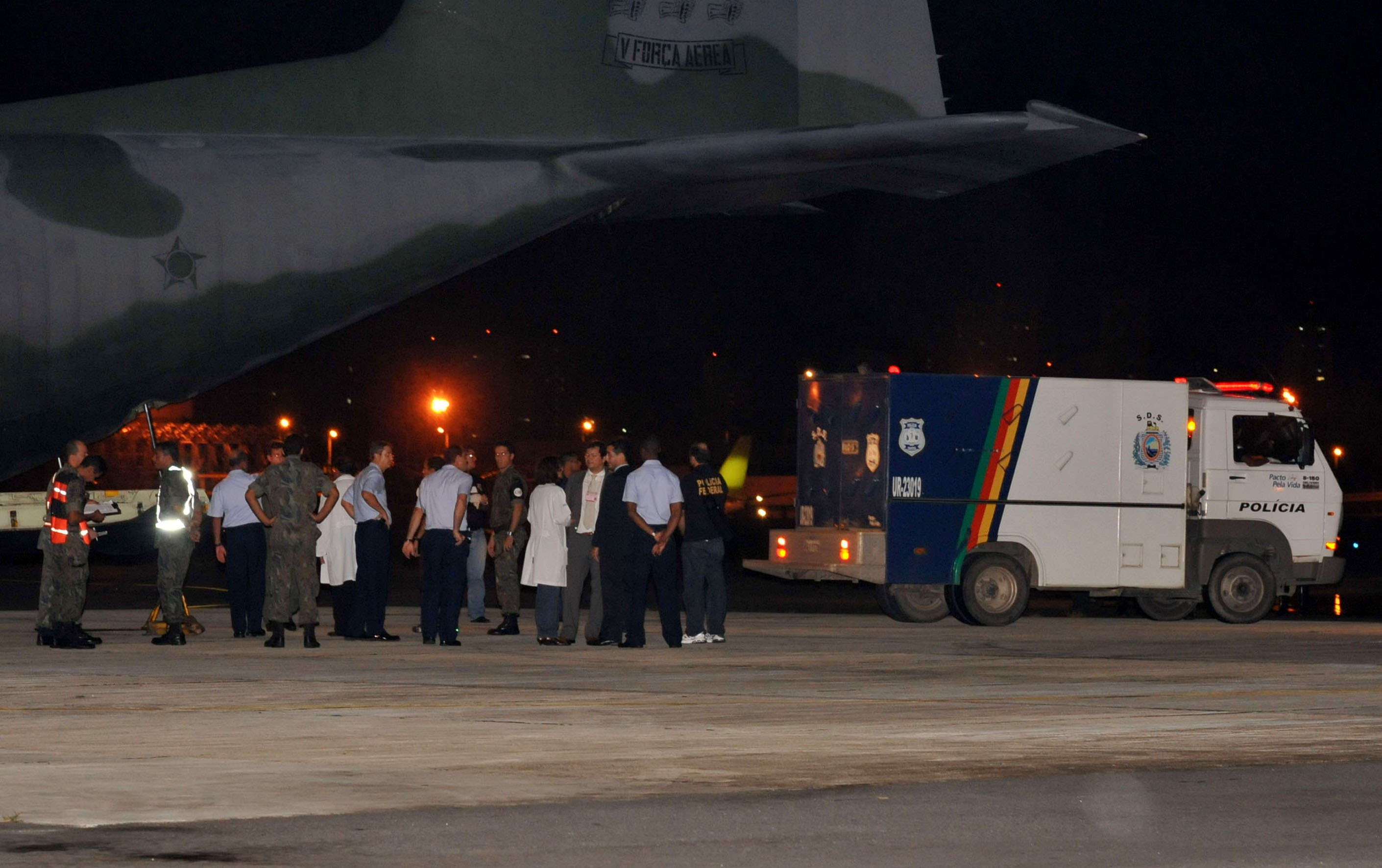
I corpi rinvenuti nell'oceano vengono trasferiti all'obitorio per le autopsie e le identificazioni.

Dopo le tre campagne di ricerca infruttuose effettuate nei due anni precedenti, nell'aprile 2011 vennero finalmente rinvenuti nuovi resti dell'aereo, come confermò il ministro dei trasporti francese Nathalie Kosciusko-Morizet.

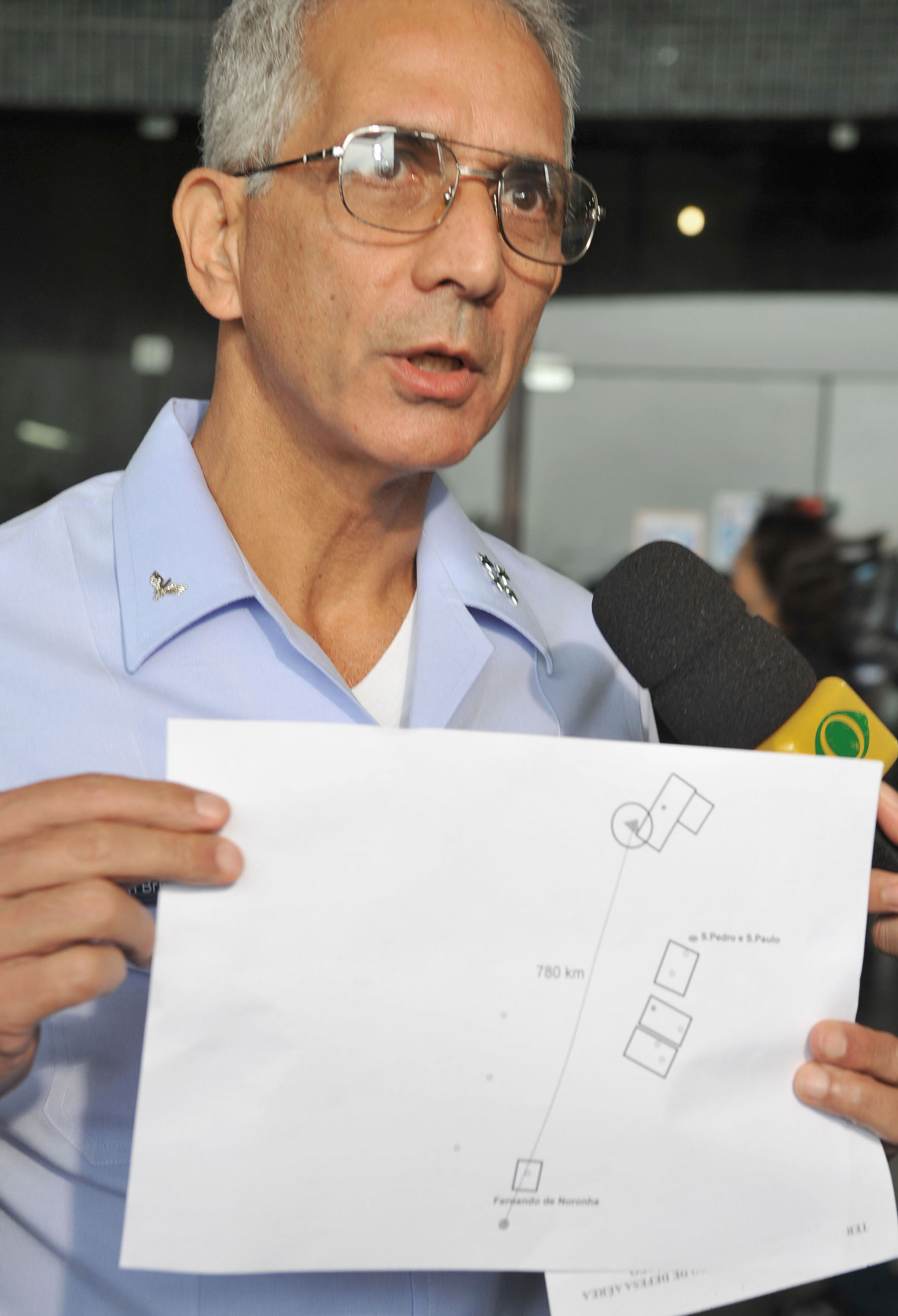
Il brigadiere Cardoso parla delle operazioni di ricerca del relitto.

Il 3 aprile 2011, durante la quarta fase delle ricerche, un team guidato dal Woods Hole Oceanographic Institution rinvenne alla profondità di 4000 metri i motori, alcune parti dell'ala e dell'abitacolo, compresi alcuni corpi al suo interno, il tutto in un unico blocco. I resti giacevano in una zona relativamente piatta del fondale oceanico, e il loro tipo di conservazione dimostrava che l'aereo non si era disintegrato in volo ma era arrivato integro all'impatto con l'acqua.
Il ministro dei trasporti francese dichiarò che i corpi e i rottami sarebbero stati portati in superficie e trasferiti in Francia per gli esami e le identificazioni. Il governo francese organizzò la spedizione per il recupero di rottami e corpi, noleggiando tre navi: la René Descartes, l'Ile de Sein e il Remora - una nave statunitense -, utilizzate dalle aziende di telecomunicazioni per la posa di cavi nei fondali oceanici.
Il 26 aprile 2011 il BEA annunciò che, dopo 12 ore di immersione, il Remora aveva individuato l'involucro di una delle scatole nere. Il 1º maggio venne recuperata la prima scatola nera coi dati relativi all'altitudine e alla velocità del velivolo, il 3 maggio venne recuperata la seconda scatola nera, che aveva registrato i discorsi dei piloti. Le scatole nere erano in buone condizioni e furono recuperate da robot subacquei capaci di operare a oltre 4000 metri di profondità.
Il 7 maggio le scatole nere, sotto sigillo giudiziario, furono caricate a bordo della motovedetta della Marina Francese La Capricieuse per il trasferimento al porto di Cayenne. Da lì vennero trasportate per via aerea presso l'ufficio del BEA a Le Bourget, vicino a Parigi, per la lettura dei dati e le analisi.
Lo stesso giorno cominciarono anche le operazioni di recupero dei nuovi corpi rinvenuti.
Il 16 maggio 2011, il BEA comunicò che entrambe le scatole nere erano leggibili e che i dati sarebbero stati scaricati per ulteriori analisi. Secondo alcune fonti, il comandante non era in cabina al momento dell'incidente. I messaggi ACARS non sarebbero stati recepiti dal copilota, così l'aereo disattivò l'autopilota. Quando il copilota se ne accorse, era ormai troppo tardi.
Il 3 giugno vengono recuperati 27 corpi delle vittime, portando il totale dei corpi, compresi i 51 trovati nella prima ricerca del 2009, a 154; i restanti 74 non recuperati giacciono dispersi nell'oceano Atlantico.

## Le indagini

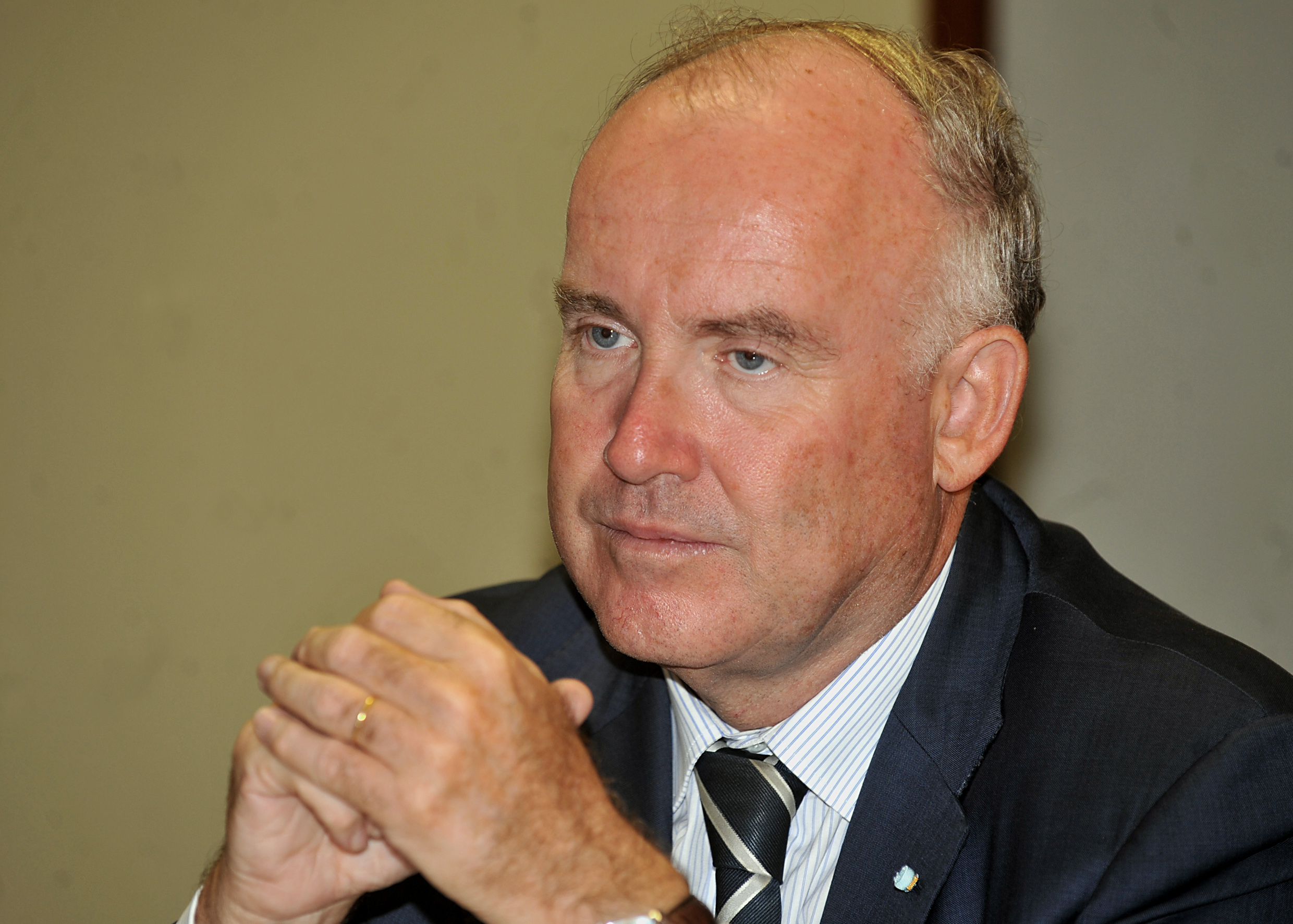
Il ministro dei Trasporti francese, Dominique Bussereau.

Il Governo francese nel giugno 2009 ha aperto due indagini:
- Un'indagine penale per omicidio colposo (procedura standard in Francia per qualsiasi incidente che implica la morte di una persona), sotto la supervisione del giudice istruttore Sylvie Zimmermann del Tribunale di Grande Istanza di Parigi. Si é conclusa il 17 aprile 2023, con l'assoluzione delle società Airbus e Air France dall'accusa di omicidio colposo.
- Un'indagine tecnica, il cui obiettivo è quello di migliorare la sicurezza dei voli futuri, affidata al Bureau d'enquêtes et d'analyses pour la sécurité de l'aviation civile[110] (BEA). Si è conclusa il 5 luglio 2012, con il rapporto finale sull'incidente rilasciato in una conferenza stampa[20].

### I primi elementi
Le indagini preliminari rilevarono ben presto che l'incidente potesse essere causato da erronee indicazioni della velocità, causate dal congelamento dei tubi di Pitot.
Venne appurato il fatto che l'aereo perse rapidamente quota a causa di uno stallo aerodinamico e colpì la superficie dell'oceano col lato inferiore a una velocità verticale di 150 km orari, disintegrandosi al momento dell'impatto.
Il BEA rilasciò un comunicato stampa il 5 giugno 2009, che dichiarò:
Una grande quantità di informazioni più o meno accurate e tentativi di spiegazione della dinamica dell'incidente sono attualmente in circolazione. Il BEA ricorda agli interessati che in tali circostanze, si consiglia di evitare tutte le interpretazioni affrettate e speculazioni sulla base di informazioni parziali e non convalidate.
In questa fase dell'indagine gli unici fatti stabiliti sono:
- la presenza presso la rotta prevista dell'aereo sopra l'Atlantico di importanti cellule convettive tipiche delle regioni equatoriali;
- sulla base dell'analisi dei messaggi automatici trasmessi dall'aereo, vi sono incongruenze fra le varie velocità rilevate.

Entro il giugno 2009 il compito principale degli investigatori fu il recupero di parti dell'aeromobile, in primo luogo i registratori di volo. Il capo del BEA Paul Louis Arslanian, all'epoca dell'incidente non fu ottimista circa la possibilità di ritrovare le scatole nere, dato che si stimò che fossero situate in una zona molto impervia dell'oceano, a 4000 metri di profondità.
I registratori di volo dell'Air France erano omologati per poter inviare segnali fino a 30 giorni dalla data di un incidente.

### Le relazioni del BEA

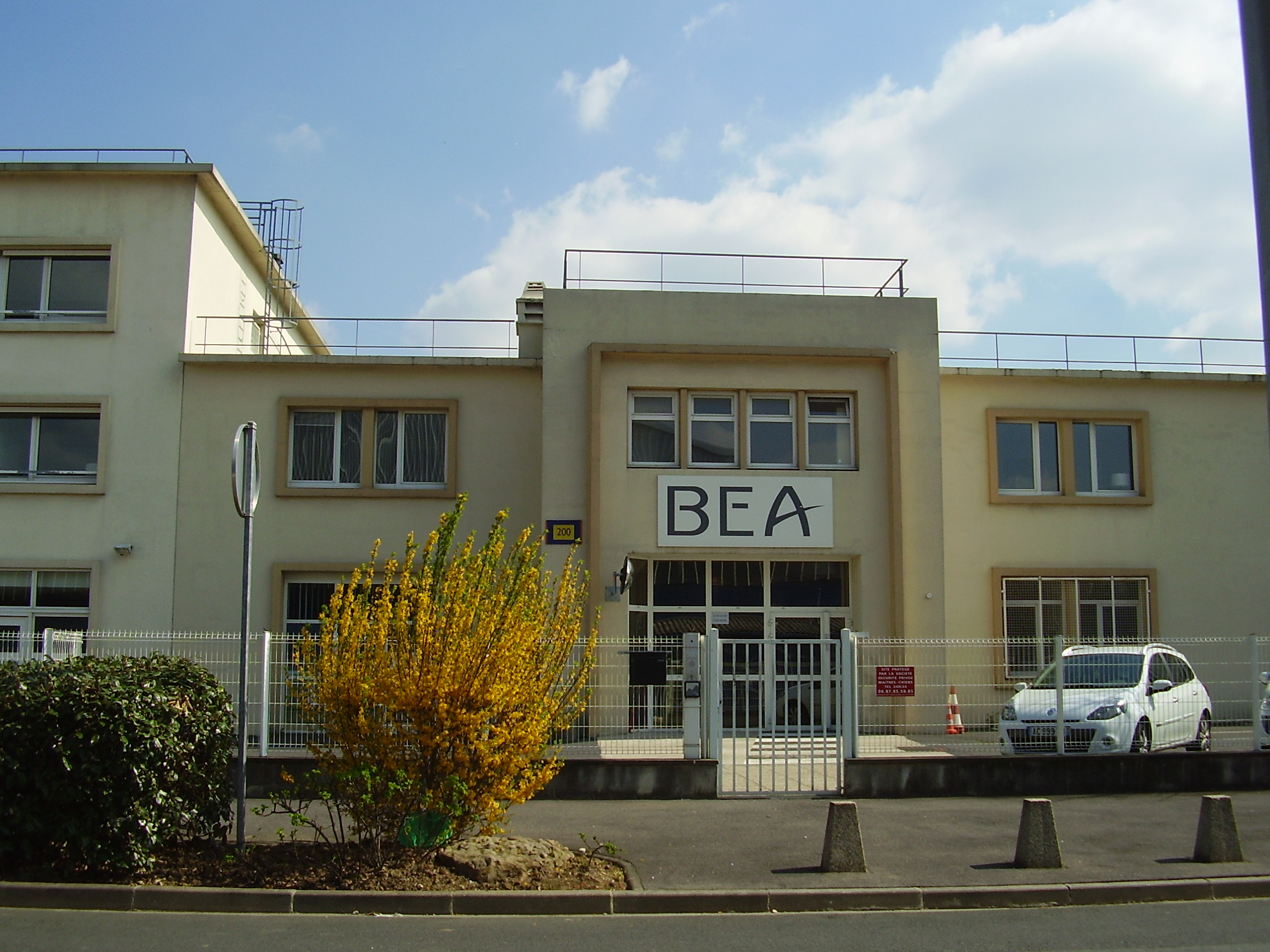
La sede del BEA a LeBourget.

Il BEA ha emesso cinque rapporti sulle indagini, svoltesi dal giugno 2009 al giugno 2012. Il 5 luglio 2012, ha presentato la sua relazione finale, confermando i risultati delle relazioni preliminari e intermedie e fornendo ulteriori dettagli e venticinque nuove raccomandazioni per migliorare la sicurezza dei voli in futuro. In essa, l'agenzia sottolinea che la tragedia è stata causata da un mix fatale di errori del pilota in concomitanza con problemi tecnici dovuti al congelamento dei sensori di velocità. Secondo il rapporto, i tubi di Pitot, ostruiti dal ghiaccio, indicarono dei valori errati riguardo alla velocità dell'aereo, e in conseguenza di ciò vi furono diversi errori di valutazione della situazione da parte dei piloti, il tutto aggravato dall'assenza del comandante Dubois in cabina di pilotaggio al momento dell'emergenza.

### La trascrizione del cockpit voice recorder
Nella relazione finale del 5 luglio 2012, il BEA pubblicò nell'appendice 1 un estratto della trascrizione del cockpit voice recorder senza includere imprecazioni volgari e gruppi di parole ritenute non incidenti sulla dinamica degli eventi. In precedenza, già nel rapporto del 27 maggio 2011, il BEA aveva rilasciato un aggiornamento sulla sua indagine che descrive la storia del volo, come registrato dal cockpit voice recorder.
Nel mese di ottobre 2011, trapelò una trascrizione del registratore vocale della cabina di pilotaggio, e il contenuto completo venne pubblicato nel libro Erreurs de pilotage di Jean Pierre Otelli. Secondo quanto sostenuto dal libro, il comportamento erroneo di uno dei co-piloti, che orientò l'aereo in cabrata durante la situazione di stallo, fu la principale causa dell'incidente.
Il BEA e Air France contestarono la diffusione di queste notizie, definendole "informazioni sensazionalistiche e non verificabili" che "danneggiano la memoria dell'equipaggio e dei passeggeri che hanno perso la vita".
| Orario | Persona | Francese | Italiano |
| --- | --- | --- | --- |
| 02:02:00 | Il comandante Dubois lascia il cockpit per il suo turno regolamentare di riposo, senza aver stabilito quale dei due co-piloti dovrà sostituirlo; a sedersi al posto del comandante è Bonin, più giovane e meno esperto rispetto a Robert. | Il comandante Dubois lascia il cockpit per il suo turno regolamentare di riposo, senza aver stabilito quale dei due co-piloti dovrà sostituirlo; a sedersi al posto del comandante è Bonin, più giovane e meno esperto rispetto a Robert. | Il comandante Dubois lascia il cockpit per il suo turno regolamentare di riposo, senza aver stabilito quale dei due co-piloti dovrà sostituirlo; a sedersi al posto del comandante è Bonin, più giovane e meno esperto rispetto a Robert. |
| 02:03:44 | Bonin | La convergence inter tropicale… voilà, là on est dedans, entre 'Salpu' et 'Tasil.' Et puis, voilà, on est en plein dedans… | La convergenza intertropicale... ecco, là ci siamo dentro, tra "Salpu" e "Tasil". E quindi, ecco, ci siamo completamente dentro…... |
| 02:05:55 | Robert | Oui, on va les appeler derrière... pour leur dire quand même parce que... | Sì, chiamiamo dietro [gli assistenti di volo n.d.r.]... informiamoli della situazione comunque perché... |
| 02:05:59 | Assistente di volo | Oui? Marilyn. | Sì? Marilyn. |
| 02:06:04 | Bonin | Oui, Marilyn, c'est Pierre devant... Dis-moi, dans deux minutes, on devrait attaquer une zone où ça devrait bouger un peu plus que maintenant. Il faudrait vous méfier là.                                                                | Sì, Marilyn, sono Pierre qui davanti... Entro due minuti, dovremmo incrociare una zona in cui sobbalzeremo un po' più di adesso. Bisognerebbe stare attenti.                                                                              |
| 02:06:13 | Assistente di volo | D'accord, on s'assoit alors? | D'accordo, allora ci sediamo? |
| 02:06:15 | Bonin | Bon, je pense que ce serait pas mal… tu préviens les copains! | Beh, penso che non sarebbe male... tu metti in guardia i ragazzi! |
| 02:06:18 | Assistente di volo | Ouais, Ok, j'appelle les autres derrière. Merci beaucoup. | Sì, ok, chiamo gli altri dietro. Grazie. |
| 02:06:19 | Bonin | Mais je te rappelle dès qu'on est sorti de là. | Ma ti richiamo appena ne siamo usciti. |
| 02:06:20 | Assistente di volo | Ok | Ok |
| 02:06:50 | Bonin | Va pour les anti-ice. C'est toujours ça de pris. | Avviare l'anti-ghiaccio. È sempre meglio di niente. |
| 02:07:00 | Bonin | On est apparemment à la limite de la couche, ça devrait aller. | Ci troviamo apparentemente ai limiti della perturbazione, dovrebbe andare. |
| 02:08:03 | Robert | Tu peux éventuellement le tirer un peu à gauche. | Puoi eventualmente spingerlo un po' a sinistra. |
| 02:08:05 | Bonin | Excuse-moi? | Scusa? |
| 02:08:07 | Robert | Tu peux éventuellement prendre un peu à gauche. On est d'accord qu'on est en manuel, hein? | Puoi eventualmente virare un po' a sinistra. Siamo in modalità pilota manuale, giusto? |
| Suona l'allarme che indica che l'autopilota si è disconnesso, in quanto i tubi di Pitot sono ghiacciati e non sono disponibili dati sulla velocità validi, e Bonin assume i comandi manuali. | | | |
| 02:10:06 | Bonin | J'ai les commandes. | Ho io i comandi. |
| 02:10:07 | Robert | D'accord. | D'accordo. |
| Bonin commette un grave errore: tira indietro la cloche, facendo salire il velivolo. Un campanello avverte l'equipaggio che stanno lasciando la loro altitudine designata. Poco dopo suona l'allarme di stallo. | | | |
| 02:10:07 | Robert | Qu'est-ce que c'est que ça? | Che cos'è questo? |
| 02:10:15 | Bonin | On n'a pas une bonne… On n'a pas une bonne annonce de vitesse. | Non abbiamo una buona... Non abbiamo una buona indicazione della velocità. |
| 02:10:16 | Robert | On a perdu les, les, les vitesses alors? | Abbiamo perso le, le, le velocità allora? |
| L'aereo sale di 7.000 piedi al minuto, fino a rallentare la velocità a solo 93 nodi (172 km/h). | | | |
| 02:10:27 | Robert | Faites attention à ta vitesse. Faites attention à ta vitesse. | Presta attenzione alla velocità. Presta attenzione alla velocità. |
| 02:10:28 | Bonin | Ok, Ok, je redescends. | Ok, ok, discendo. |
| 02:10:30 | Robert | Tu stabilises... | Stabilìzzati... |
| 02:10:31 | Bonin | Ouais. | Sì. |
| 02:10:31 | Robert | Tu redescends... On est en train de monter selon lui… Selon lui, tu montes, donc tu redescends. | Ridiscendi... Stiamo salendo secondo lui... Secondo lui stai salendo, quindi scendi. |
| 02:10:35 | Bonin | D'accord. | D'accordo. |
| Il sistema anti-ghiaccio ha effetto, uno dei tubi di Pitot inizia a funzionare di nuovo e l'abitacolo riprende a mostrare informazioni corrette sulla velocità. | | | |
| 02:10:36 | Robert | Redescends! | Scendi! |
| 02:10:37 | Bonin | C'est parti, on redescend. | Ci siamo, va giù. |
| 02:10:38 | Robert | Doucement! | Piano! |
| Bonin diminuisce la sua pressione all'indietro sulla cloche, e l'allarme di stallo si spegne mentre la velocità aumenta. | | | |
| 02:10:41 | Bonin | On est en… ouais, on est en "climb." | Ci siamo... sì, siamo in "climb". |
| Bonin continua a dare un comando di cabrata, peggiorando lo stallo. Robert preme un pulsante per chiamare il comandante. | | | |
| 02:10:49 | Robert | Putain, il est où... euh? | Cazzo, dov'è... eh? |
| 02:10:55 | Robert | Putain! | Cazzo! |
| Il secondo tubo di Pitot inizia a funzionare di nuovo, tutti i sistemi di bordo sono ancora una volta funzionanti, e i piloti dovrebbero semplicemente spingere il muso dell'aereo verso il basso e dare potenza ai motori per recuperare il velivolo dallo stallo. | | | |
| 02:11:03 | Bonin | Je suis en TOGA, hein? | Sono in TOGA, eh? |
| Bonin sta tentando di aumentare la velocità e risalire come se decollasse, ma l'aereo è a 37.500 piedi, dove questa manovra è inadeguata. | | | |
| 02:11:06 | Robert | Putain, il vient ou il vient pas? | Cazzo, viene o non viene? |
| L'aereo raggiunge la sua massima quota di salita con il muso inclinato fino a 18 gradi, poi comincia a scendere. | | | |
| 02:11:21 | Robert | On a pourtant les moteurs! Qu'est-ce qui se passe bordel? Je ne comprends pas ce dick que se passe. | Abbiamo ancora i motori! Che cosa sta succedendo, cazzo? Non capisco cosa cazzo sta succedendo. |
| L'equipaggio non è minimamente consapevole della reale situazione: Robert non comprende che Bonin è ancora con la cloche tirata all'indietro, i due piloti non sono coordinati in modo da agire simultaneamente e perdono la freddezza necessaria. | | | |
| 02:11:32 | Bonin | Putain, j'ai plus le contrôle de l'avion, là! J'ai plus le contrôle de l'avion! | Cazzo, non ho più il controllo dell'aereo! Non ho più il controllo dell'aereo! |
| 02:11:37 | Robert | Commandes à gauche! | Comandi a sinistra! |
| Robert prende i controlli nella sua postazione di sinistra per breve tempo, ma non ha compreso che l'aeromobile è in stallo. Appena arriva il comandante, Bonin riprende i controlli. | | | |
| 02:11:43 | Dubois | Eh... Qu'est-ce que vous foutez? | Eh... Cosa state facendo? |
| 02:11:45 | Bonin | On perd le contrôle de l'avion, là! | Abbiamo perso il controllo dell'aereo! |
| 02:11:47 | Robert | On a totalement perdu le contrôle de l'avion... On comprend rien... On a tout tenté... | Abbiamo totalmente perso il controllo dell'aereo... Non capiamo niente... Abbiamo provato di tutto... |
| L'aereo è tornato alla giusta altezza, ma scende di 10.000 piedi al minuto, con un angolo di attacco di 41 gradi. I tubi di Pitot sono funzionanti, ma la velocità è scesa sotto i 60 nodi (110 km/h) e l'angolo di attacco è troppo grande, quindi il dato viene considerato non valido dai sistemi di bordo e l'allarme di stallo si ferma.                                                                                  | | | |
| 02:12:14 | Robert | Qu'est-ce que tu en penses? Qu'est-ce que tu en penses? Qu'est-ce qu'il faut faire? | Che ne pensi? Che ne pensi? Cosa bisogna fare? |
| 02:12:15 | Dubois | Alors, là, je ne sais pas! | Allora, ecco, non lo so! |
| I tre piloti discutono del fatto di essere in salita oppure in discesa, prima di comprendere che sono effettivamente in discesa. Mentre l'aereo si avvicina ai 10.000 piedi di altezza, Robert cerca di riprendere i controlli e spinge in avanti la cloche, ma in modalità "doppio ingresso" il suo computer media con quello di Bonin, che sta ancora tirando indietro la cloche, e il muso dell'aereo rimane puntato in su. | | | |
| 02:13:40 | Robert | Remonte... remonte... remonte... remonte... | Risali... risali... risali... risali... |
| 02:13:40 | Bonin | Mais je suis à fond à cabrer depuis tout à l'heure! | Ma io sono completamente in cabrata da prima! |
| Bonin comunica per la prima volta che ha mantenuto la cloche manualmente all'indietro per tutto il tempo, Dubois e Robert capiscono che tutti i problemi derivano da ciò. | | | |
| 02:13:42 | Dubois | Non, non, non... Ne remonte pas... non, non. | No, no, no... Non risalire... no, no. |
| 02:13:43 | Robert | Alors descends... Alors, donne-moi les commandes... À moi les commandes! | Allora scendi... Dammi i comandi... A me i comandi! |
| Bonin cede i comandi a Robert, che per la prima volta spinge il muso verso il basso per guadagnare velocità. Un allarme segnala che l'aereo si trova a 2.000 piedi di altezza ed è prossimo al suolo, e Bonin ancora una volta comincia a tirare indietro la cloche. | | | |
| 02:14:23 | Bonin | Putain, on va taper... Merde c'est pas vrai! | Cazzo, stiamo per schiantarci... Merda non può essere vero! |
| 02:14:25 | Bonin | Mais qu'est-ce que se passe? | Ma cosa succede? |
| 02:14:27 | Dubois | 10 degrès d'assiette... | 10 gradi d'assetto... |
| Fine della registrazione. | | | |

### La questione dei tubi di Pitot
Prima della scomparsa del velivolo, il sistema di segnalazione automatica ACARS inviò messaggi indicanti divergenze nella lettura delle velocità indicate. Il 4 giugno, Airbus emise una nota indirizzata a tutti gli operatori che utilizzavano i suoi aerei, ricordando ai piloti le procedure di emergenza da adottare in caso di indicazione di velocità inaffidabile. Il ministro dei Trasporti francese, Dominique Bussereau dichiarò: "Probabilmente i piloti del volo AF 447 non ebbero una corretta indicazione di velocità, che sicuramente comportò due conseguenze negative per l'aeromobile: un'insufficiente velocità, che può aver portato a uno stallo, oppure un'eccessiva velocità, che può aver portato alla rottura dell'aeromobile in quanto la struttura stessa non è in grado di resistere a tali velocità".
Paul Louis Arslanian confermò che il velivolo F-GZCP in altre occasioni precedenti al volo fatale ebbe episodi simili relativi ai dati della velocità, così come accadde anche su altri Airbus A330, e ci furono anche casi in cui le informazioni inesatte sulla velocità causarono incidenti su velivoli A330 e A340, due dei quali dovuti direttamente alle sonde di Pitot. Egli commentò affermando che "Abbiamo visto un certo numero di questi tipi di guasti sugli A330... C'è un programma di sostituzione, di miglioramento." I problemi in primo luogo si verificarono sugli Airbus A320, ma, in attesa di una raccomandazione di Airbus, Air France ritardò l'installazione delle nuove sonde di Pitot sugli A330/A340.

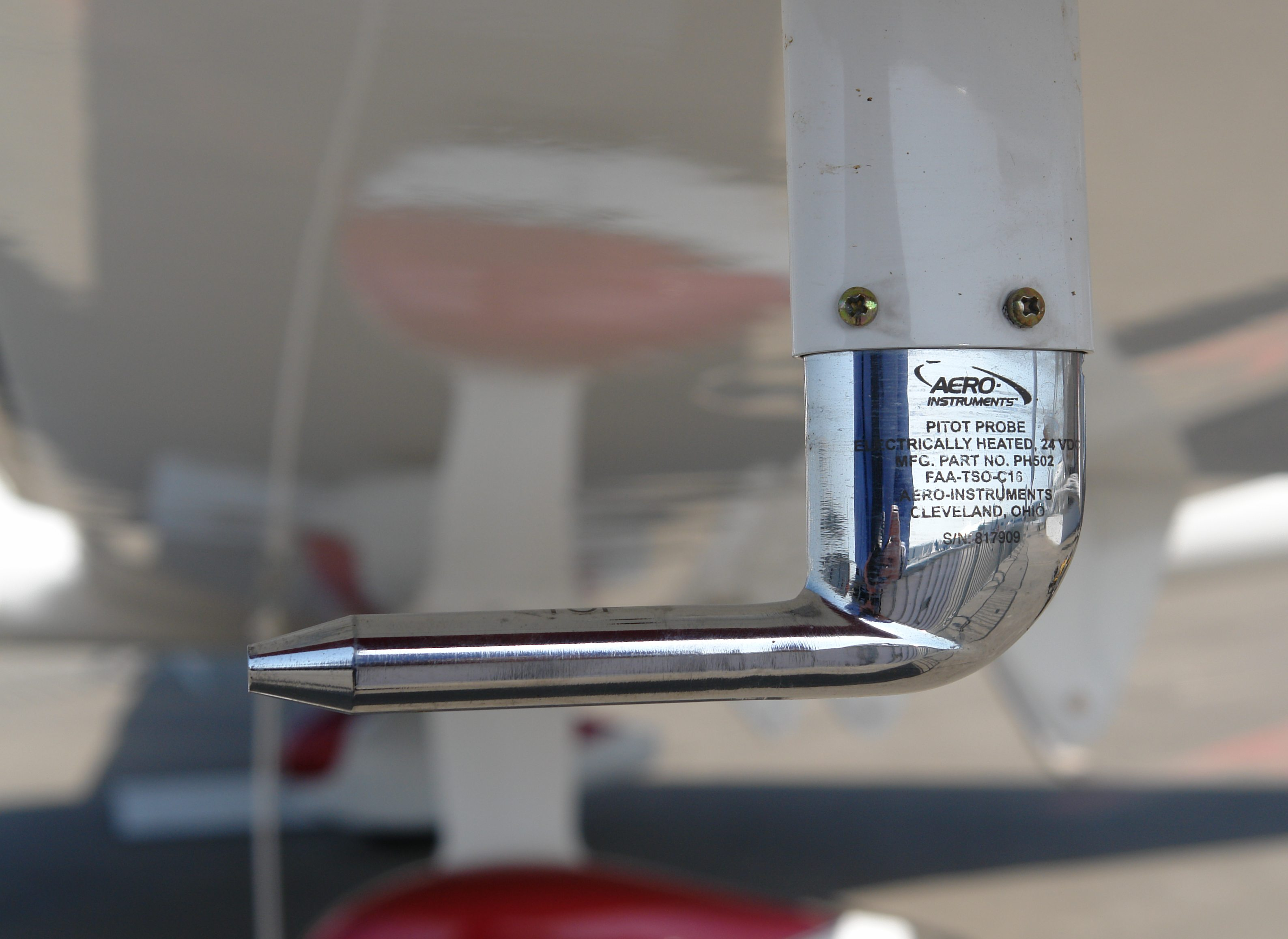
Un modello di tubo di Pitot.

Il 6 giugno 2009, Arslasian disse che Air France non aveva ancora sostituito le sonde di Pitot - come invece aveva consigliato Airbus - su F-GZCP, puntualizzando che ciò non significa che senza aver provveduto alla sostituzione delle sonde di Pitot l'A330 era automaticamente pericoloso.
Quando venne lanciato in commercio nel 1994, l'Airbus A330 era stato dotato di tubi di Pitot, codice 0851GR. Air France, nei giorni successivi l'incidente, emise un ulteriore chiarimento della situazione: Alcuni malfunzionamenti delle sonde Pitot su velivoli A320, hanno portato il costruttore a rilasciare una raccomandazione, datata settembre 2007, in cui si consiglia di sostituire le sonde. Questa raccomandazione vale sia per gli aeromobili che effettuano tratte di breve raggio, sia per quelli che effettuato tratte di medio e lungo raggio, e riguarda anche i velivoli in cui non si siano ancora verificati questi tipi di problemi. Dal momento che non fu una direttiva di aeronavigabilità (AD), le linee guida consentirono alla compagnia aerea di applicare le raccomandazioni a sua discrezione.
L'11 giugno 2009 un portavoce del BEA disse che non vi era al momento alcuna prova definitiva di un collegamento fra il malfunzionamento della sonda di Pitot e l'incidente avvenuto al volo AF 447 e ciò fu ribadito anche il 17 giugno 2009 da Arslasian.
Nel luglio 2009, Airbus consigliò ancora una volta la sostituzione sui velivoli A330 e A340 del vecchio tubo di Pitot col modello più recente, poiché fu appurato che, in seguito alla formazione di ghiaccio nelle sonde per alcuni minuti, in alcune occasioni si ebbero momentanee perdite delle informazioni sulla velocità. Dopo un confronto fra Airbus e Air France venne deciso da quest'ultima di avviare e accelerare il programma di sostituzione dei tubi di Pitot sui velivoli modello A330, che venne completato in breve tempo.
Il 12 agosto 2009, Airbus emise tre raccomandazioni di manutenzioni obbligatorie, richiedendo che tutti gli aeromobili A330 e A340 fossero dotati di moderne sonde di Pitot di tipo Goodrich 0851HL, ma che il modello Thales C16195AA non doveva essere più utilizzato. Questo requisito venne incorporato nelle direttive di aeronavigabilità emesse dalla European Aviation Safety Agency (EASA) il 31 agosto 2009 e dalla Federal Aviation Administration (FAA) il 3 settembre 2009.
Il 20 dicembre 2010, Airbus emise un avvertimento a tutte le compagnie aeree utilizzanti A330, A340-200 e A340-300 in cui consigliava ai piloti di non riattivare il pilota automatico in caso di perdita delle indicazioni di velocità.

### Le inchieste giudiziarie

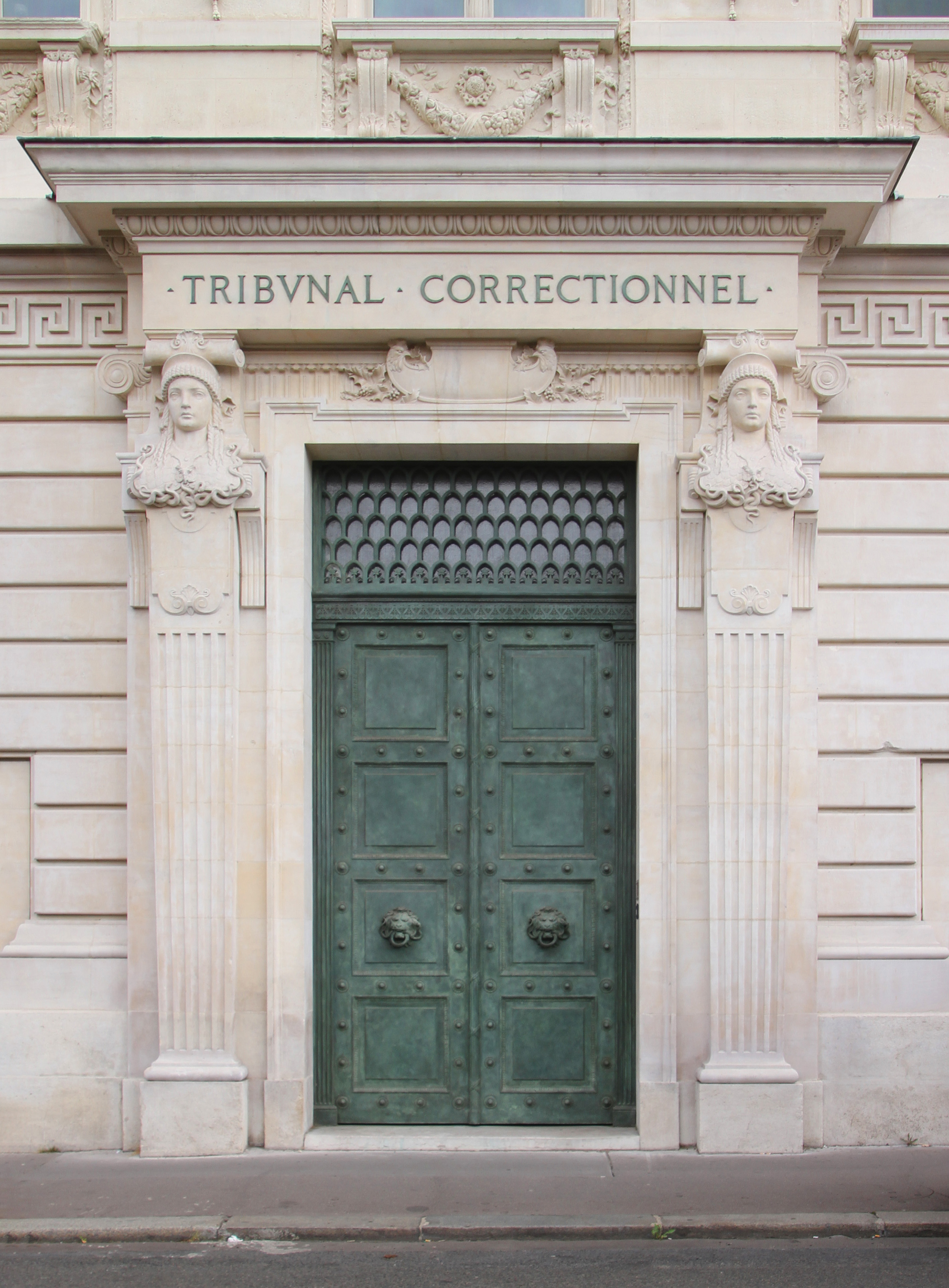
Il Tribunale penale di Parigi.

Il 5 giugno 2009 Il giudice del Tribunale di Parigi aveva affidato l'indagine alla Gendarmeria Nazionale Francese, che l'aveva condotta attraverso la propria divisione del trasporto aereo (Gendarmerie des transports aériens o GTA) e il suo legale istituto di ricerca (l'Institut de Recherche Criminelle de la Gendarmerie Nationale).
Il 12 marzo 2010, un tribunale di Rio de Janeiro ha ordinato ad Air France di pagare il suo primo indennizzo. Secondo la sentenza, la società é tenuta a pagare 840.000 euro ai familiari di una vittima in Brasile, un procuratore dello Stato di Rio de Janeiro.
Il 28 settembre 2010, un tribunale francese ha deciso di riconoscere ai familiari di un'assistente di volo un risarcimento di 20.000 euro. I giudici hanno ritenuto che l'incidente fosse dovuto a negligenza. Sebbene non fosse ancora stato presentato un rapporto definitivo, il tribunale ha dichiarato che non era la prima volta che il tachimetro dell'aereo si guastava, stabilendo che ciò costituisce omicidio colposo.
Nel gennaio 2012, le parti civili chiedono che tutte le registrazioni, compresi i parametri FDR, siano incluse nel procedimento penale.
Nel 2017, una relazione giudiziaria ha evidenziato le azioni inappropriate dell'equipaggio, mentre volava manualmente, ma ha affermato che "l'incidente può essere spiegato "chiaramente da una combinazione di elementi che non si erano mai verificati e che hanno quindi evidenziato pericoli che non potevano essere percepiti prima". Le conclusioni furono che: "l'indagine non ha portato all'identificazione di una colpa grave di Airbus o di Air France in relazione agli errori di pilotaggio che hanno causato l'incidente".
Secondo un rapporto depositato presso i tribunali, Airbus sarebbe a conoscenza di problemi con le sue sonde Pitot già dal 2004.
All'inizio di settembre 2019, più di dieci anni dopo l'incidente, i giudici istruttori francesi hanno ordinato l'archiviazione del procedimento giudiziario contro Air France e Airbus. Secondo loro, l’incidente aereo può essere spiegato “dalla concomitanza senza precedenti di diverse circostanze”. Così facendo, i giudici si sono opposti alla procura della Repubblica, che intendeva citare in giudizio la compagnia aerea e la casa produttrice dell'aereo per omicidio colposo. Gli inquirenti avevano tra le altre cose accusato Air France di non aver adeguatamente addestrato i piloti. Un'associazione di parenti delle vittime ha dichiarato l'intenzione di presentare ricorso in appello contro l'ordinanza del giudice istruttore.
Il 12 maggio 2021, la corte d'appello di Parigi ha stabilito che sia Airbus che Air France dovranno rispondere al tribunale penale per difetti di progettazione e addestramento difettoso dei piloti. L'accusa è di "omicidio colposo".
Il 10 ottobre 2022, il tribunale di Parigi ha avviato il processo ad Airbus e Air France per l'incidente. Airbus è stata ritenuta responsabile di una delle probabili cause dello schianto dell'aereo, ovvero l'ostruzione dei tubi di Pitot da parte di cristalli di ghiaccio durante l'attraversamento di una zona tempestosa. Air France è stata ritenuta responsabile della negligenza e dell'incompetenza dell'equipaggio al comando dell'aereo durante l'evento meteorologico. Le società sono state accusate di omicidio colposo, ed il processo fu assegnato al Tribunale penitenziario di Parigi con le relative udienze calendarizzate fino all'8 dicembre 2022. Per la prima volta, delle aziende francesi vengono citate in giudizio per omicidio colposo in un incidente aereo. Gli avvocati difensori di Air France hanno sostenuto che Airbus ha reagito troppo lentamente nelle sue indagini, dato il crescente numero di incidenti segnalati che coinvolgevano i sensori di velocità. Sostenevano inoltre che gli allarmi e le informazioni sul pannello degli strumenti fossero confusi e causassero stress ai piloti. La difesa di Airbus ha messo in dubbio le procedure adottate da Air France per garantire la corretta formazione dei piloti, attribuendo gli errori operativi che hanno portato all'incidente esclusivamente all'equipaggio, che non ha interpretato correttamente le informazioni fornite dagli strumenti.
Il 7 dicembre 2022, i pubblici ministeri hanno annunciato che non avrebbero chiesto condanne per omicidio colposo contro nessuna delle due società perché non erano in grado di provarne la colpevolezza e hanno raccomandato l'assoluzione per entrambe le società, facendo infuriare le famiglie e gli amici delle vittime.

#### Assoluzione di Airbus e Air France
Il procedimento penale si è concluso il 17 aprile 2023, con l'assoluzione delle società Airbus e Air France dall'accusa di omicidio colposo, in quanto il Tribunale di Parigi ha giudicato che, anche se fossero state commesse “colpe”, “nessun nesso causale certo” con l’incidente ha potuto “essere dimostrato”.
Il 27 aprile 2023 l'accusa presenta ricorso. Un nuovo processo è previsto per settembre 2025.

## Le vittime
| Nazionalità   | Passeggeri | Equipaggio | Totale |
| ------------- | ---------- | ---------- | ------ |
| Francia       | 61         | 11         | 72     |
| Brasile       | 58         | 1          | 59     |
| Germania      | 26         | 0          | 26     |
| Cina          | 9          | 0          | 9      |
| Italia        | 9          | 0          | 9      |
| Svizzera      | 6          | 0          | 6      |
| Regno Unito   | 5          | 0          | 5      |
| Ungheria      | 4          | 0          | 4      |
| Marocco       | 3          | 0          | 3      |
| Irlanda       | 3          | 0          | 3      |
| Libano        | 3          | 0          | 3      |
| Norvegia      | 3          | 0          | 3      |
| Slovacchia    | 3          | 0          | 3      |
| Spagna        | 2          | 0          | 2      |
| Stati Uniti   | 2          | 0          | 2      |
| Polonia       | 2          | 0          | 2      |
| Argentina     | 1          | 0          | 1      |
| Austria       | 1          | 0          | 1      |
| Belgio        | 1          | 0          | 1      |
| Canada        | 1          | 0          | 1      |
| Corea del Sud | 1          | 0          | 1      |
| Croazia       | 1          | 0          | 1      |
| Danimarca     | 1          | 0          | 1      |
| Estonia       | 1          | 0          | 1      |
| Gabon         | 1          | 0          | 1      |
| Islanda       | 1          | 0          | 1      |
| Paesi Bassi   | 1          | 0          | 1      |
| Filippine     | 1          | 0          | 1      |
| Romania       | 1          | 0          | 1      |
| Russia        | 1          | 0          | 1      |
| Svezia        | 1          | 0          | 1      |
| Turchia       | 1          | 0          | 1      |
| Sudafrica     | 1          | 0          | 1      |
| Totale        | 216        | 12         | 228    |

A bordo del velivolo viaggiavano 228 persone, di cui 3 piloti e 9 assistenti di volo: 126 uomini, 82 donne, 7 bambini e un neonato. I piloti in servizio sul volo erano tre: il comandante, Marc Dubois, 58 anni, pilota dal 1977, in servizio presso l'Air France dal 1997, aveva totalizzato circa 11.000 ore di volo, di cui 1.700 su Airbus A330; i due primi ufficiali, David Robert, 37 anni e Pierre Cedric Bonin, 32 anni, avevano totalizzato rispettivamente 6.000 e 3.000 ore di volo. Dei dodici membri dell'equipaggio, 11 erano francesi e uno era brasiliano.
Secondo l'elenco ufficiale pubblicato dall'Air France il 1º giugno 2009, la maggior parte dei passeggeri era francese, brasiliana e tedesca.
Il 20 giugno 2009, Air France annunciò che alle famiglie di ogni vittima sarebbero stati versati 17.500 euro a titolo di risarcimento iniziale.

### I passeggeri noti

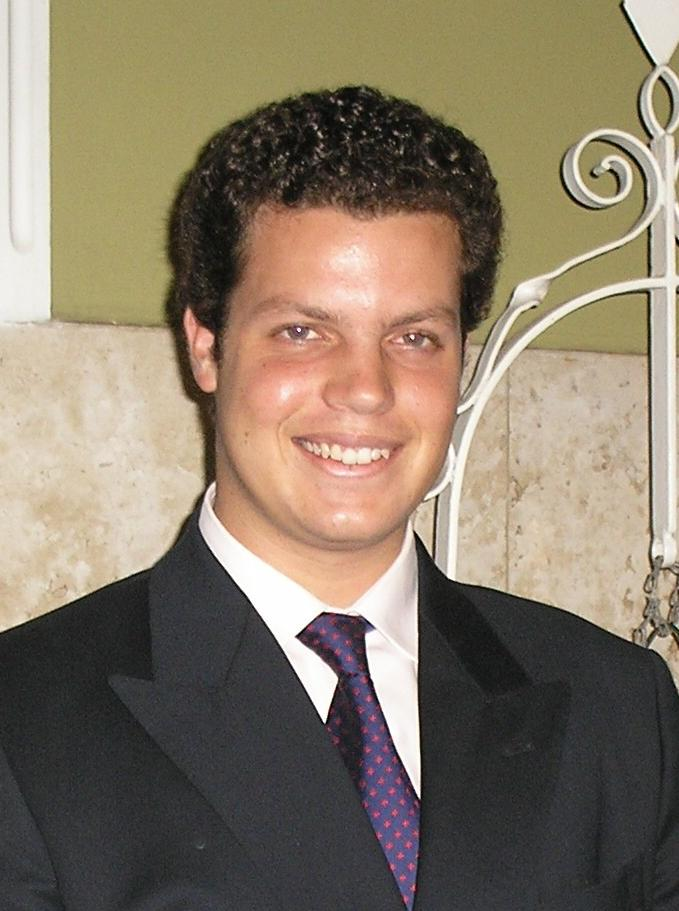
Il principe brasiliano Pedro Luís d'Orléans-Braganza.

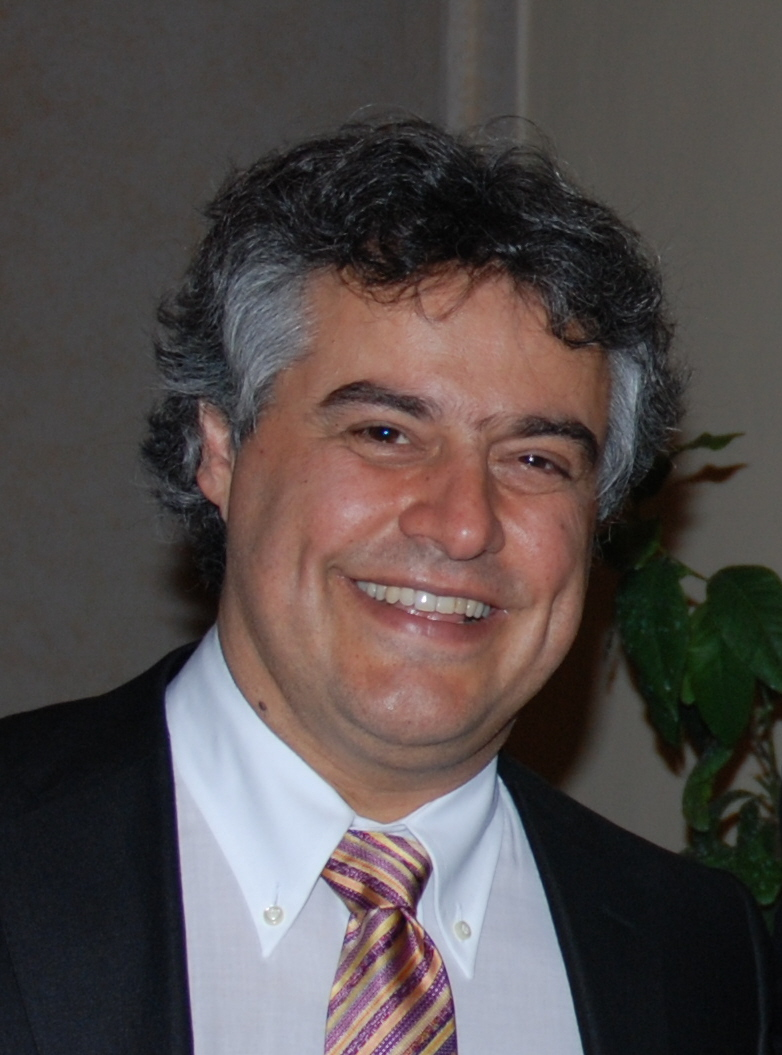
Il direttore d'orchestra e compositore d'opera italo-brasiliano Silvio Barbato.

A bordo dell'aereo erano presenti diversi passeggeri, noti nella società dei vari paesi di provenienza, per l'estrazione sociale o le attività professionali svolte:
- Principe Pedro Luís d'Orléans-Bragança, 26 anni, terzo in linea di successione al trono del Brasile, discendente di Pietro II del Brasile, e pronipote del granduca Giovanni di Lussemburgo[161][162]. Stava tornando a casa in Lussemburgo dopo una visita alla sua famiglia a Rio de Janeiro[163][164]. Il suo corpo fu tra i primi a essere recuperati nelle settimane successive all'incidente, i suoi funerali si svolsero il 6 luglio 2009 a Vassouras[165][166].
- Silvio Barbato, 50 anni, direttore d'orchestra del teatro nazionale di Brasilia e Rio de Janeiro, e compositore d'opera e balletto italo-brasiliano. Era in viaggio verso Kiev per impegni di lavoro[167][168][169]. A causa della sua doppia cittadinanza (sia italiana che brasiliana) il numero delle vittime italiane inizialmente era stato erroneamente stimato in dieci[170].
- Fatma Ceren Necipoğlu, 37 anni, nota arpista turca di musica classica, stava tornando a casa passando per Parigi, dopo aver presenziato al quarto Rio Harp Festival di Rio de Janeiro[167][171]. Il suo corpo fu ritrovato e identificato due anni dopo l'incidente, i suoi funerali si svolsero il 24 novembre 2011 a Istanbul[172].
- Pablo Dreyfus, 39 anni, attivista per il controllo delle armi illegali e il commercio illegale di droga[167][173].
- Octavio Augusto Ceva Antunes, 56 anni, professore di chimica e farmaceutica all'Università federale di Rio de Janeiro[167][174].
- Izabela Maria Furtado Kestler, 49 anni, professoressa di studi tedeschi all'Università federale di Rio de Janeiro[167][175].
- Luis Roberto Anastácio, 50 anni, CEO della filiale sudamericana del gruppo Michelin[167][176][177].
- Christine Pieraerts, 28 anni, dipendente del Gruppo Michelin in Francia[167][176][177].
- Antônio Augusto Gueiros, 46 anni, informatico e direttore regionale di Michelin a Rio de Janeiro[167][176][177][178].
- Erich Walter Heine, 41 anni, presidente della filiale brasiliana del gruppo siderurgico tedesco ThyssenKrupp, in viaggio verso Parigi per lavoro[167][176][177].
- Marcelo Parente Gomes de Oliveira, 38 anni, capo dello staff del sindaco di Rio de Janeiro Eduardo da Costa Paes[167][179].
- Adriana Francisca Van Slouijs, 40 anni, responsabile del dipartimento di comunicazione della Petrobras[167][176][180].
- Juliana de Aquino, 29 anni, cantante brasiliana[167][181][182].
- Carlos Eduardo Lopes de Mello, 33 anni, avvocato presso la Procura federale specializzata presso la Securities and Exchange Commission (CVM) di Rio de Janeiro, accompagnato dalla moglie, la dottoressa Bianca Cotta. I due si erano sposati il sabato precedente (30 maggio) a Niterói e si stavano dirigendo in luna di miele in Francia[167][183].
- Bianca Cotta, 25 anni, medico. Viaggiava con il marito, il procuratore federale Carlos Eduardo Lopes de Mello. È figlia del professor Renato Cotta, ricercatore presso l'istituto di ingegneria UFRJ, COPPE. Il giorno dopo le nozze, la coppia era in viaggio per la luna di miele[183].
- Roberto Correa Chem, 65 anni, medico brasiliano specialista in chirurgia plastica, maestro di neuroanatomia e titolare della Plastic Surgery. Stava volando verso l'Europa per una vacanza in Grecia e Turchia, con la moglie Vera Chem, 63 anni, psicologa, e la figlia Leticia Correa Chem, 36 anni, responsabile di un fornitore di roaming mobile internazionale[167][182].
- Marco Antonio Camargo Mendonça, 44 anni, direttore industriale del gruppo brasiliano Vale, azienda leader nel settore dell'estrazione mineraria[167][184]. Il suo corpo fu tra i primi a essere recuperati nelle settimane successive all'incidente, i suoi funerali si svolsero il 7 luglio 2009 a Conselheiro Lafaiete[185].
- Olivier Guillot Noël, 37 anni, fisico del Centro nazionale francese per la ricerca scientifica[167][186].
- Ivan Lorgeré, 41 anni, ricercatore presso il Centro nazionale francese per la ricerca scientifica[167][186].
- Moritz Peter Koch, 54 anni, architetto tedesco[167][187].
- Andrés Jaime Suárez Montes, 38 anni, spagnolo nato a Marchena (Siviglia), vicepresidente di Schlumberger a Rio de Janeiro, Brasile[167][188].
- Dieci dipendenti della società francese CGED e nove loro coniugi, che si erano recati in Brasile come ricompensa per la loro buona condotta[176].

### I passeggeri italiani
A bordo dell'aereo erano presenti 10 cittadini italiani, sebbene dalle liste AirFrance ne risultassero solo 9:
- Rino Zandonai, 60 anni, di Villa Lagarina (TN), direttore dell'associazione Trentini nel Mondo[167][191][192]. Il suo corpo fu ritrovato ed identificato due mesi dopo l'incidente, i suoi funerali si svolsero il 1º agosto 2009 nella frazione Pedersano di Villa Lagarina[193].
- Giambattista Lenzi, 58 anni, di Samone (TN), consigliere provinciale dell'Unione per il Trentino[167][191][194]. Il suo corpo fu ritrovato ed identificato due anni dopo l'incidente, i suoi funerali si svolsero il 3 dicembre 2011 a Samone[195].
- Luigi Zortea, 66 anni, di Canal San Bovo (TN), sindaco dello stesso paese[167][191][196].
- Claudia Degli Esposti, 56 anni, di Bologna, responsabile marketing dell'Ervet, società controllata dall'Emilia Romagna[167][197].
- George Lercher, 34 anni, di San Candido (BZ), imprenditore[167][198]. Il suo corpo fu ritrovato ed identificato due anni dopo l'incidente, i suoi funerali si svolsero il 13 dicembre 2011 a San Candido[199].
- Alexander Paulitsch, 35 anni, di San Candido (BZ), consulente aziendale[167][198].
- Georg Martiner, 25 anni, di Bolzano, di origini brasiliane[167][198].
- Agostino Cordioli, 73 anni, di Villafranca di Verona (VR), imprenditore ed ex presidente del Villafranca Calcio[167][200].
- Angela Cristina de Oliveira da Silva, 51 anni, di Venezia, di origini brasiliane, responsabile del Centro Internazionale di Orientamento e Difesa della Donna Straniera[167][201]. Il suo corpo fu ritrovato ed identificato due anni dopo l'incidente, i suoi funerali si svolsero il 3 gennaio 2012 a Venezia[202].
- Enzo Canaletti, 50 anni, di Venezia, marito di Angela Cristina de Oliveira da Silva, primo maresciallo presso la caserma di Malcontenta del reggimento lagunari "Serenissima"[167][203]. Il suo corpo fu ritrovato ed identificato due mesi dopo l'incidente, i suoi funerali si svolsero il 4 agosto 2009 a Venezia[204].

Fra i passeggeri italiani era compreso anche Silvio Barbato, in relazione al quale si creò confusione nel conteggio del numero di vittime italiane e brasiliane, a causa della sua doppia cittadinanza.

### I piloti
|                                                                 |                                                                 | Comandante | Primo co-pilota | Secondo co-pilota                                                                                                   |
| --------------------------------------------------------------- | --------------------------------------------------------------- | --- | --- | --- |
| Localizzazione nell'aereo al momento dell'incidente             | Localizzazione nell'aereo al momento dell'incidente             | a riposo all'inizio degli eventi                                                                                       | nella postazione di sinistra (PNF) al momento dell'incidente | nella postazione di destra (PF), ai comandi, al momento dell'incidente                                              |
| Nazionalità                                                     | Nazionalità                                                     | francese | francese | francese |
| Nome                                                            | Nome                                                            | Marc Dubois | David Robert | Pierre Cedric Bonin                                                                                                 |
| Data di nascita / Età                                           | Data di nascita / Età                                           | 17 febbraio 1951 (58 anni)                                                                                             | 17 giugno 1971 (37 anni) | 5 ottobre 1976 (32 anni)                                                                                            |
| Certificato medico                                              | Rilasciato il                                                   | 10 ottobre 2008 | 11 dicembre 2008 | 24 ottobre 2008 |
| Certificato medico                                              | Valido fino al                                                  | 31 ottobre 2009 | 31 dicembre 2009 | 31 ottobre 2009 |
| Certificato medico                                              | Note                                                            | | uso obbligatorio di lenti correttive | uso obbligatorio di lenti correttive                                                                                |
| Anno di ottenimento licenza di pilota privato                   | Anno di ottenimento licenza di pilota privato                   | 1974 | 1992 | 2000 |
| Anno di ottenimento licenza di pilota di linea                  | Anno di ottenimento licenza di pilota di linea                  | 1977 | 1993 | 2001 |
| Anno di ottenimento licenza di pilota di trasporto aereo (ATPL) | Anno di ottenimento licenza di pilota di trasporto aereo (ATPL) | 1992 | 1993 | 2007 |
| Anno d'ingresso nella compagnia aerea Air France                | Anno d'ingresso nella compagnia aerea Air France                | febbraio 1988 (con Air Inter) aprile 1997 (fusione di Air Inter con Air France)                                        | luglio 1998 | ottobre 2003 |
| Anno di qualificazione su Airbus A330/A340                      | Anno di qualificazione su Airbus A330/A340                      | febbraio 2007 | aprile 2002 | giugno 2008 |
| Numero ore di volo                                              | Totali                                                          | 10 988 | 6 547 | 2 936 |
| Numero ore di volo                                              | Su Airbus A330/A340                                             | 1 747 | 4 479 | 807 |
| Note                                                            | Note                                                            | Ha effettuato 16 voli verso il Sud America da quando è entrato a far parte della divisione A330/A340 nel febbraio 2007 | Ha effettuato 39 voli verso il Sud America da quando è entrato a far parte della divisione A330/A340 nell'aprile 2002. Il 9 marzo 2009 ha effettuato un volo Parigi-Rio come PF (Pilota ai comandi) | Ha effettuato 5 voli verso il Sud America da quando è entrato a far parte della divisione A330/A340 nel giugno 2008 |

### I membri dell'equipaggio
| Nome                       | Nazionalità | Data di nascita   | Età | Anno d'ingresso nella compagnia aerea Air France |
| -------------------------- | ----------- | ----------------- | --- | ------------------------------------------------ |
| Clara Amado                | Francia     | 30 giugno 1977    | 31  | 2001                                             |
| Maryline Colombiès Messaud | Francia     | 15 settembre 1963 | 45  | 1989                                             |
| Laurence Desmots           | Francia     | 16 marzo 1965     | 44  | 1991                                             |
| Veronique Gaignard         | Francia     | 5 aprile 1958     | 51  | 1983                                             |
| Stéphane Giroux            | Francia     | 21 novembre 1972  | 36  | 1997                                             |
| Anne Grimout               | Francia     | 15 marzo 1960     | 49  | 1984                                             |
| Carole Guillaumont         | Francia     | 23 febbraio 1978  | 31  | 2003                                             |
| Céline Guittard            | Francia     | 11 febbraio 1975  | 34  | 2000                                             |
| Stéphanie Schoumacker      | Francia     | 26 ottobre 1970   | 38  | 1996                                             |
| Françoise Sonnic           | Francia     | 1º dicembre 1954  | 54  | 1981                                             |
| Sébastien Vedovati         | Francia     | 29 settembre 1975 | 33  | 1998                                             |
| Lucas Gagliano             | Brasile     | 2 settembre 1985  | 23  | 2007                                             |

### L'identificazione delle vittime
Dal 1º giugno 2009 l'Istituto di ricerca criminale della gendarmeria nazionale francese è responsabile del campionamento del DNA delle famiglie delle vittime, della raccolta dei dati, delle registrazioni delle protesi dentali e della rilevazione delle impronte digitali. La Francia ha designato un ambasciatore per le relazioni con le famiglie dei passeggeri del volo AF 447, Pierre-Jean Vandoorne, la cui missione è quella di assistere le famiglie dei 228 passeggeri, facilitando le loro relazioni con il governo e Air France; egli è inoltre responsabile di assicurare la buona cooperazione tra le autorità francesi e le famiglie di stranieri interessati dal disastro."
L'identificazione delle vittime è eseguita utilizzando un'indagine divisa in due parti: ante mortem e post mortem. Il team ante mortem è quello incaricato di raccogliere dalle famiglie quante più informazioni possibile per identificare i corpi, mentre il gruppo post mortem lavora direttamente sul corpo. Le famiglie hanno deciso di sottoporsi al test del DNA, ma questa tecnica è l'ultima risorsa, utilizzata solo se il corpo è troppo danneggiato dalla permanenza nell'oceano.
Il 25 giugno 2009, il quotidiano francese Le Figaro riferì che fra le 51 salme identificate nel corso delle prime ricerche vi erano anche quelle del comandante Marc Dubois e di un'assistente di volo.
Nel febbraio 2012, a quasi tre anni di distanza dall'incidente, furono identificati anche i corpi del co-pilota Pierre Cedric Bonin e di sua moglie Isabelle Bonin; i loro funerali si svolsero a Cap Ferret l'11 febbraio 2012.

### Elenco delle vittime
Elenco alfabetico delle vittime:
- Alazard Laëtitia France
- Alves Ivanovitch Verônica
- Amado Clara
- Anastácio Luis Roberto
- Andersen Kristian Berg
- Anidjar Serge
- Antunes Ceva Octavio Augusto
- Antunes Nazareth Mateus
- Antunes Nazareth Patricia
- Arendt Daniela
- Artiguenave Sandrine
- Artiguenave Stéphane
- Badre Schnabl Christine
- Badre Schnabl Philippe
- Bagus Stefan Martin Gerald
- Băjenaru Declerck Violeta
- Barbato Silvio
- Benčat Daniel
- Benotmane Abel’ Kader
- Bentaieb Megda
- Béroud Eric
- Betzler Valnizia
- Bjoroy Alexander
- Bonin Pierre Cédric
- Bonin Marx Perdaens Isabelle
- Boulleray Anne Marie
- Burnos Robert
- Busko Philippe
- Butler Aisling
- Canaletti Enzo
- Carraro Vanderleia
- Carrasco Christian
- Carrilho Junior Walter
- Chabanne Elise
- Chaves Schmidt Júlia
- Chem Corrêa Roberto
- Chem Mainieri Leticia
- Chem Mainieri Vera Dolores
- Chén Chìpíng (陳赤平)
- Chén Qìngwěi (陳慶偉)
- Clarkson Seba Luciana
- Clemes Brad
- Coakley Arthur
- Colombiès Messaud Maryline Lucie Elisabeth
- Cordioli Agostino
- Crolow Alexander
- Curty Ana Luisa
- Damasceno Chantal
- Dardengo Leonardo Veloso
- David Sébastien Henry
- Da Silva Filho João Marques
- De Acquino Juliana
- De Amorim Sônia Maria Esteves
- Deasy Jane
- Degli Esposti Claudia
- De Mello Carlos Eduardo Lopes
- De Mello Cotta Pires Bianca
- De Moraes Tadeu Dias
- De Oliveira da Silva Angela Cristina
- Desmots Laurence
- De Vivo Dominique
- Delerablée Pascal Georgés
- Dreyer Ronald
- Dreyfus Ana Carolina
- Dreyfus Pablo Gabriel
- Dubois Marc Gerald
- Dutilh Gilles Edouard Maurice
- Eccard Clara Sofie
- Eccard Carmen
- Eccard Regine
- Eccard Hannelore Pauline
- Eccard Rolf
- Eckholt Christian
- Elias Simone Jácomo
- Elmalem Sonia
- El Murr Bassam
- Faouzi Ahmed
- Faria Márcia Moscon
- Ferreira Sonia Regina
- Fonseca Lima Marcelle
- Furtado Kestler Izabela Maria
- Gagliano Lucas
- Gaignard Véronique Marie Christiane
- Gallasz József
- Gans Ines Michaela
- Gāo Xìng (高興)
- Gardner Graham
- Gergely Arnold
- Giroux Stéphane
- Gomes da Silva Jose Roberto
- Grimout Anne Madeleine Jeanne
- Gründhammer Maria
- Gueiros Antônio Augusto
- Guerineau Butet Sabrina Mireille
- Guerineau Olivier Frédéric
- Guillaumont Carole Louise Céline
- Guillot Noel Olivier Pierre
- Guittard Céline Marie Julia
- Gustafsson Helge
- Haddour Fouad
- Hall Thomas John Fullerton
- Harris Anne Camille
- Harris Michael
- Heine Erich Walter
- Hellhammer Claus Peter
- Hemme Hans
- Henry François Réne Claude
- Henriques Adriana Moreira
- Hermann Alain
- Hilbig Claus Frank
- Hilbig Fausel Iris Hilde
- Hochabaeff Isabelle Irma Adèle
- Hochabaeff Yvan Stéphane
- Hudec Michal
- Ivanov Maksim
- Jadir Silveira Hilton
- Jugueta Arden
- Kaulfuß Ralf
- Kersten Albert
- Khalifeh Hussein (Abou Karim)
- Kiselev Andrey
- Kock Moritz Peter
- Ku Hak Rim
- Laisné Marie France
- Lamaison Maxence
- Lamy Eric Cyrille
- Le Corvec Sophie
- Lenzi Giovanni Battista
- Lercher Georg
- Leybros Hélène Aurore
- Lǐ Míngwén (李明文)
- Linguet Pascal Jean Marie
- Lorgeré Ivan Pierre
- Lozouet Jean Claude Michel
- Lupp Dennis
- Marinho Nelson
- Markovic Zoran
- Marques José Gregório
- Marroig Nathalie Isabelle Daniele
- Martiner Georg
- Mateus Carlos Alberto
- Mendonça Camargo Marco Antonio
- Moholt Karsten
- Moholt Aleksander
- Mommayou Virginie Jeanne
- Monlevad Luis Claudio
- Monteiro Cédric
- Moreno Eduardo Cesar
- Moreno Marques Maria Teresa
- Muser Iris
- Necipoglu Fatma Ceren
- Negra Barrabeig Ana
- Neraud Biteau Aline
- Neraud Jérôme Daniel
- Neukamm Martin
- Notheisz Arnold
- Oliveira Gomes Marcelo Parente
- Orléans Bragança Pedro Luìs
- Ouakli Mourad
- Owondo Joseph
- Pasquet Aurélia Denise Marie
- Paulitsch Alexander Gianpiero
- Paus Christophe
- Pelajo Bruno
- Pellizzon Marcela
- Pereira Leite Leonardo
- Peretti Mattos Gustavo
- Peter Matthias
- Pezzoni Fabrice Patrice
- Pieraerts Christine Marie Caroline
- Pinet Isis Cosima Vinciane
- Poitrenaud Vincent Stéphane
- Porcaro Ferdinand
- Porcaro Sônia Maria
- Possamai Deise
- Pujol Carole
- Quesada Kohelher Audrey
- Rahal Laura
- Rainard Véronique
- Reichl Katja
- Ribierre Jeannette
- Robert David Bruno
- Salemkour Samir
- Schoumacker Stéphanie Marie Brigitte
- Shěn Zuòbīng (沈作兵)
- Soboll Adrian
- Sonnic Françoise Marie Pierre
- Souza José Rammel Amorim
- Suárez Montes Andrés Jaime
- Sūn Liányǒu (孫連友)
- Szarvas Rita
- Szarvas Buslig András
- Szweda Piotr
- Takvorian Catherine Yvonne
- Tawfik Sabrina
- Tazi Mouka Rajae
- Thill Guy Gustave
- Tighadouini Otman
- Toulliou Nicolas Yannich
- Treillou Marie José Jeanne Andree
- Tromparent Bruno
- Unger Lutz
- Unger Viviane Marie
- Vale Francisco Eudes
- Vale Maria Fatima
- Vale Paulo
- Valerius Nonato Andree
- Van Sluijs Adriana Francisca
- Vedovati Sebastien Christophe
- Vedovati Soulas Caroline Marie
- Vieira de Sa Suwellington
- Walls Eithne Mary Helen
- Warrior Neil Stuart
- Weller Renate
- Wilhelm Anne Marie Madeleine Irene
- Wilhelm Jean Luc
- Wimmer Harald Max
- Xiáng Xiǎo (小翔)
- Yapi Desmots Laurence
- Zandonai Rino
- Zerelli Hatem
- Zerelli Jassim
- Zerelli Sana
- Zerkane Sabrina
- Zeuthen Christiane Bøggild
- Zhāng Qìngbō (張慶波)
- Zhuó Jiā Chún (卓家純)
- Zortea Luigi

## Le commemorazioni

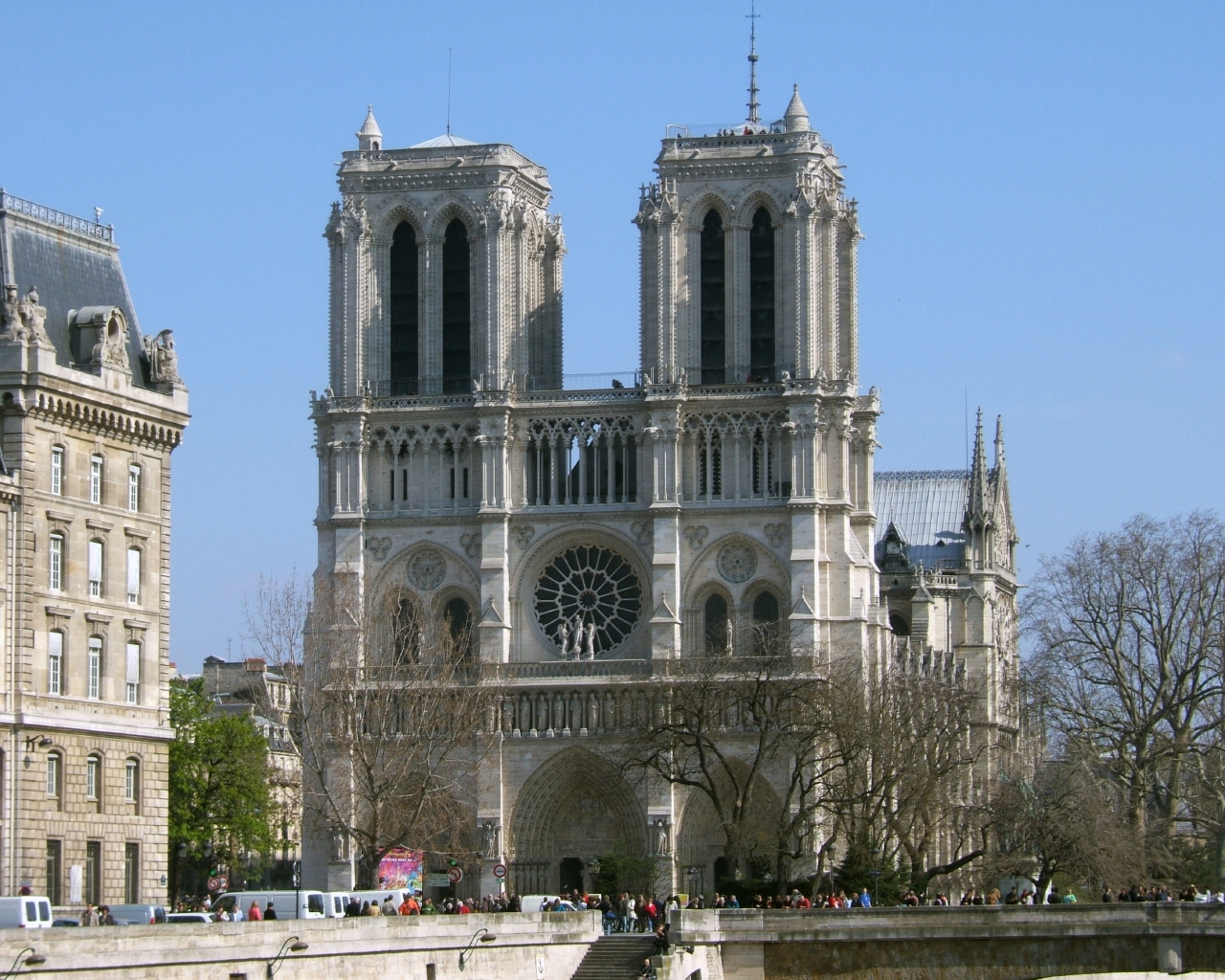
Notre Dame de Paris, il luogo della cerimonia di commemorazione ecumenica interreligiosa.

Il 1º giugno 2009 il governatore dello stato di Rio de Janeiro, Sérgio Cabral, decretò un lutto nazionale di tre giorni nello stato di Rio. Lo stesso giorno, il sindaco di Rio de Janeiro, Eduardo Paes, ha dichiarato tre giorni di lutto a causa della morte di uno degli impiegati del municipio da dove era partito l'aereo.
Nella serata di martedì 2 giugno, anche il vicepresidente brasiliano José Alencar proclamò tre giorni di lutto nazionale in tutto il Brasile, in memoria delle vittime dell'incidente aereo.
Mercoledì 3 giugno 2009 si tenne una commemorazione ecumenica interreligiosa per le famiglie e gli amici delle vittime della tragedia presso la cattedrale di Notre-Dame a Parigi. La funzione venne celebrata dai ministri di culto di diverse religioni: Cattolica, Protestante, Ortodossa, Ebraica e Islamica.
Papa Benedetto XVI inviò le sue condoglianze e la benedizione apostolica alle famiglie delle vittime e ai loro cari. Il messaggio fu inviato a suo nome al nunzio apostolico francese dal Segretario di Stato Vaticano, il cardinale Tarcisio Bertone.
Un'altra funzione di commemorazione delle vittime si tenne nella Chiesa di Candelária presso Rio de Janeiro il 4 giugno. Alla messa parteciparono più di 500 persone, tra cui parenti e amici dei passeggeri del volo AF 447, il ministro degli esteri Celso Amorim, in rappresentanza del presidente Luiz Inácio Lula da Silva, il cancelliere francese Bernard Kouchner e altre autorità provenienti da Brasile e Francia.
Nel pomeriggio del 5 giugno si è tenuta una messa in suffragio dei passeggeri presso la chiesa di Nostra Signora del Carmo da Antiga Sé, nel centro della città di Rio de Janeiro. Era presente anche il principe brasiliano Antonio d'Orléans-Braganza, padre del principe Pedro Luís d'Orléans-Braganza.
Sabato 6 giugno, il vescovo Riocreux della diocesi di Pontoise ha tenuto una cerimonia nella chiesa di Roissy-en-France, in ricordo di quattro passeggeri di quella diocesi che erano a bordo del volo fatale.
Lunedì 8 giugno, il vescovo James, della diocesi di Beauvais, Noyon e Senlis, ha celebrato una cerimonia nella cattedrale di Senlis. Tra i passeggeri c'erano anche tre consiglieri comunali di Ermenonville (che fa parte della diocesi).
Il 19 giugno 2009 si è tenuta a Bergen, in Norvegia, una cerimonia commemorativa per due delle vittime dell'incidente, residenti nella città scandinava.
La mattina del 29 giugno, la Marina e l'Aeronautica brasiliane hanno tenuto una cerimonia nell'oceano vicino a Recife in onore delle vittime del volo AF 447. Alla cerimonia hanno partecipato la fregata Bosísio e altre cinque imbarcazioni utilizzate nelle ricerche, oltre a quattro elicotteri. Si tenne una cerimonia ecumenica e furono lanciati fiori in mare. All'omaggio erano presenti anche le autorità francesi.
Il 12 settembre 2009, venne fondata l'associazione Entraide et solidarité AF 447, per aiutare le famiglie delle vittime e mantenere viva la memoria delle persone scomparse nel volo.

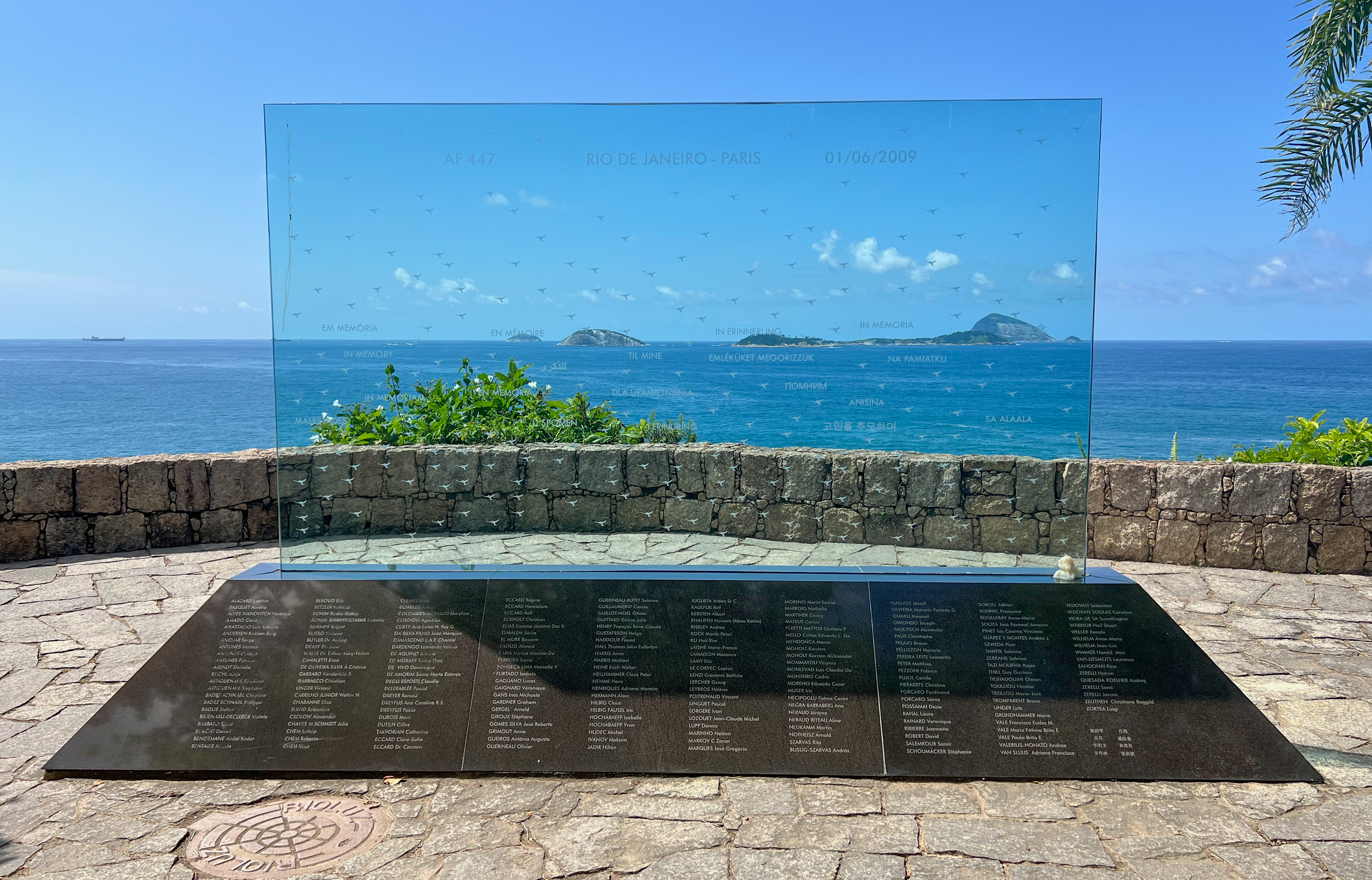
Monumento commemorativo alle vittime del volo AF 447 a Rio de Janeiro.

Il 7 novembre 2009, le famiglie delle vittime si incontrano a Rio de Janeiro per rendere omaggio agli scomparsi e inaugurare, sul lungomare Mirante do Leblon, un monumento commemorativo delle vittime del volo: è costituito da un pannello di cristallo di diversi metri posizionato su una base in metallo, su cui sono incise 228 rondini, a simboleggiare le 228 vittime, e la scritta "alla memoria" ripetuta nelle ventuno lingue madri dei passeggeri a bordo dell'aereo.

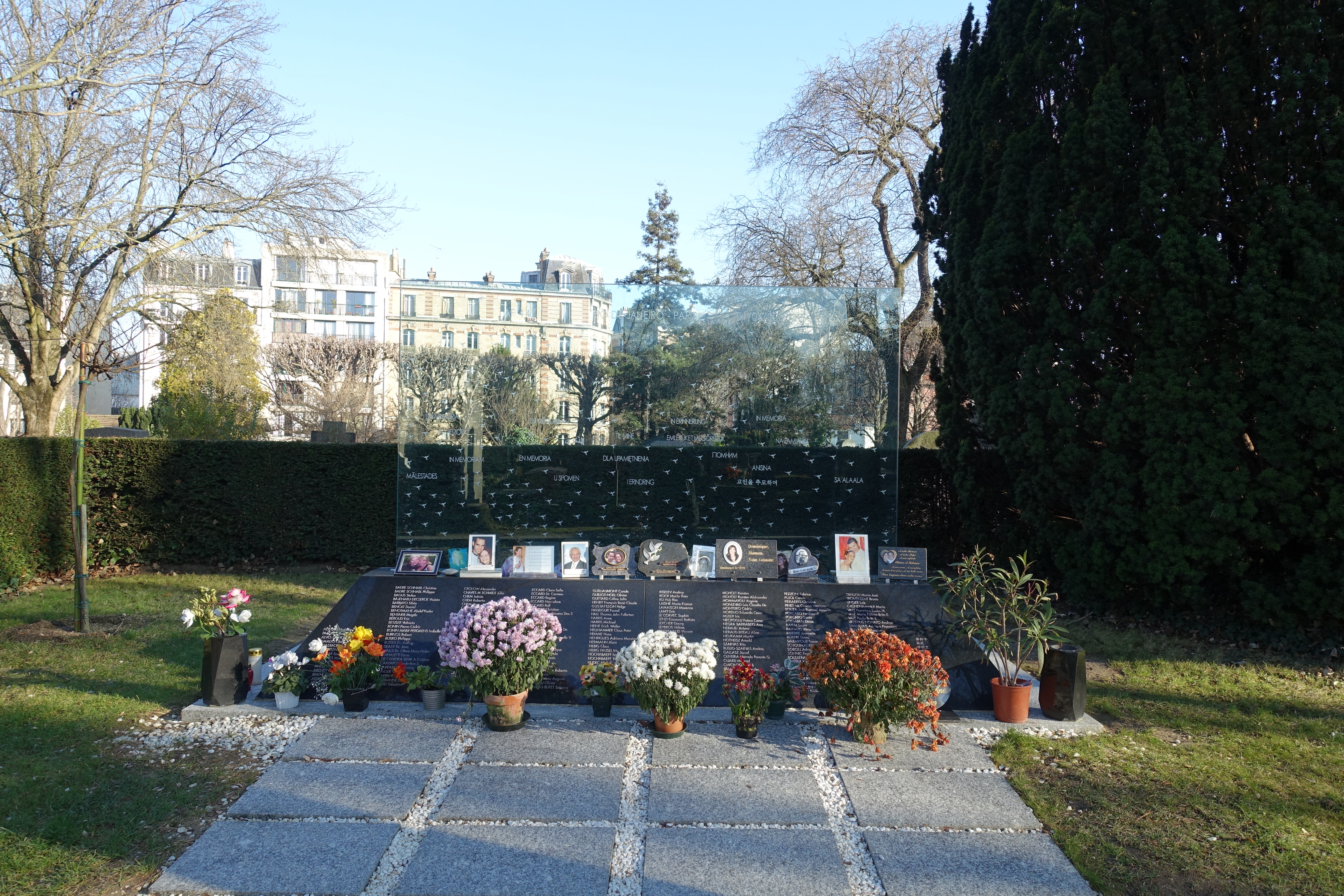
Monumento commemorativo alle vittime del volo AF 447 al cimitero di Père-Lachaise a Parigi.

Il 1° giugno 2010, in occasione del 1º anniversario della scomparsa del volo, una cerimonia è stata organizzata da Air France in una sala conferenze del Parco floreale di Parigi alla presenza di Pierre-Henri Gourgeon, amministratore delegato di Air France, Dominique Bussereau, Segretario di Stato per i trasporti, e Jean-Paul Troadec, direttore dell'ufficio delle indagini e delle analisi (BEA). Lo stesso giorno, nel pomeriggio, è stata inaugurata una stele al cimitero di Père Lachaise a Parigi, alla presenza dei familiari delle vittime.
Il 1º giugno 2011, una cerimonia privata organizzata da Air France rende omaggio ai membri dell'equipaggio morti nel disastro aereo. Più tardi, nel corso della giornata, si è tenuta una cerimonia davanti alla stele nel cimitero di Père-Lachaise, alla presenza delle famiglie delle vittime, di Pierre-Henri Gourgeon e di Jean-Cyril Spinetta, presidente del consiglio di amministrazione di Air France.
Il 1º giugno 2016, Juliette Méadel, Segretaria di Stato per l'aiuto alle famiglie delle vittime, partecipa all'omaggio alle vittime davanti alla stele a Parigi.
Il 1º giugno 2019, in occasione del decimo anniversario del disastro, il Console Generale di Francia a Rio de Janeiro, Jean-Paul Guihaumé, si è recato al Parco Penhasco per rendere omaggio alle vittime. Lo stesso giorno si è tenuta un'altra cerimonia al cimitero di Père Lachaise a Parigi.

## Il numero di volo e gli altri incidenti
Il volo AF 447 non esiste più: 
venerdì 5 giugno 2009, a 4 giorni dal disastro aereo, Air France disse in una dichiarazione rilasciata durante la mattinata, che il numero dei voli regolari da Rio de Janeiro a Parigi, da AF 447 passerà ad essere identificato come AF 445 a decorrere da domenica 7 giugno, e che la modifica sarà valida solo per la tratta Rio-Parigi. Il viaggio Parigi-Rio continuerà ad essere identificato come AF 444. A partire da dicembre 2023, il numero dei voli sulla tratta Rio-Parigi è stato ulteriormente modificato, passando da AF 445 ad AF 485. Mentre l'Airbus A330 ha continuato a operare la rotta, la compagnia aerea è poi successivamente passata all'utilizzo del Boeing 777-300ER. A partire da gennaio 2024, Air France ha iniziato ad eliminare gradualmente l'intera flotta di Airbus A330, per essere sostituita con il nuovo e più efficiente dal punto di vista energetico Airbus A350-900, prevedendo di concludere il ritiro di tutti gli A330 entro il 2030.
Circa sei mesi dopo l'incidente, il 30 novembre 2009, proprio il volo Air France 445 (F-GZCK) fece una chiamata mayday a causa di una turbolenza nella stessa area e in condizioni simili a quando accadde l'incidente del volo AF 447. Dato che i piloti non riuscirono nell'immediato a dialogare con i controllori del traffico aereo per farsi autorizzare il cambiamento di quota, comunicarono ad altri aerei nelle vicinanze di aver deviato dal livello di volo normale. Questa è una procedura di emergenza standard per quando la salvaguardia della sicurezza del volo impone di compiere operazioni che devono essere autorizzate dal controllo del traffico aereo ma non si riesce ad entrare in contatto con esso (ad eccezione delle manovre per evitare le collisioni in volo imposte dal sistema TCAS, che sono le uniche operazioni che non richiedono l'autorizzazione dell'ATC ed anzi devono essere obbligatoriamente prima eseguite e poi comunicate). Dopo 30 minuti di severa turbolenza, il volo procedette normalmente e atterrò a Parigi sei ore e 40 minuti dopo la chiamata mayday.
Il 6 settembre 2011 i media francesi riferirono che il BEA stava indagando su un incidente simile avvenuto a un volo Air France da Caracas a Parigi; il velivolo in questione era un Airbus A340.
Vi furono anche altri casi in cui le informazioni inesatte sulla velocità portarono a incidenti sugli Airbus A330 e A340, sia dell'Air France che di altre compagnie. Due di questi incidenti erano anch'essi dovuti direttamente a disguidi con le sonde di Pitot. Nel primo incidente, un A340-300 (F-GLZL) dell'Air France, in viaggio da Tokyo a Parigi, ebbe un malfunzionamento delle sonde a 31.000 piedi (9.400 m): la velocità venne riportata erroneamente a causa dell'ostruzione dovuta al maltempo di tutti e tre i tubi di Pitot e il pilota automatico si disattivò automaticamente. Nel secondo episodio, un altro A340-300 dell'Air France (F-GLZN), in rotta da Parigi a New York, incontrò una severa turbolenza ed ebbe come conseguenza la disattivazione dei sistemi di navigazione automatica e l'emissione di avvisi di stallo per alcuni minuti. Un altro incidente, sul volo TAM 8091, da Miami a Rio de Janeiro il 21 maggio 2009, coinvolse un A330-200: a causa di un brusco abbassamento della temperatura dell'aria esterna si ebbe la perdita dei dati della velocità, con conseguente disattivazione del pilota automatico, e il velivolo precipitò improvvisamente di 1.000 metri (3.300 piedi), ma la situazione fu poi recuperata manualmente dai piloti.

## Le inchieste dei media
Nel corso degli anni, sui media vengono pubblicate diverse indagini indipendenti e pareri di esperti sull'origine dell'incidente. Tra questi, in Francia uno in Le Point 107 e uno nel libro di Jean-Pierre Otelli intitolato Erreurs de Pilotage; e all'estero, l'inchiesta condotta da CB Sullenberger, nonché articoli pubblicati sul New York Times e sul Daily Telegraph.

### BBC / Nova
Il 30 maggio 2010, nel Regno Unito, la BBC trasmise il documentario Lost: The Mystery of Flight 447, un documentario della durata di un'ora, che sviluppò un'inchiesta parallela indipendente dalle indagini ufficiali sull'incidente, utilizzando le abilità di un pilota esperto, di un investigatore di incidenti aerei, di un meteorologo dell'aviazione e di un ingegnere aeronautico strutturale. Utilizzando le informazioni disponibili all'epoca, quando le scatole nere non erano ancora state ritrovate, il documentario elencò una serie di considerazioni:
- l'aereo si trovò a volare improvvisamente in un intenso e imprevisto temporale, che il radar non riuscì a captare perché venne nascosto da un'area di turbolenza più piccola e più vicina.
- La prima riduzione della velocità fu apportata dai piloti, secondo le procedure da eseguire in caso di turbolenze improvvise.
- Vi fu un guasto contemporaneo di tutti e tre i tubi di Pitot, a causa di una rapida formazione di ghiaccio all'interno di essi.
- L'equipaggio non fu in grado di interpretare il gran numero di allarmi e di avvisi comparsi negli istanti successivi alla perdita dei dati riguardanti la velocità.
- Vi fu una catastrofica perdita di quota dovuta principalmente allo stallo irreversibile che si era creato.
- Le azioni compiute dai piloti nei minuti successivi alle 02.10 UTC non ebbero alcun effetto sull'aereo, che precipitò molto rapidamente e si disintegrò solo al momento dell'impatto con la superficie dell'oceano.
- Il 16 febbraio 2011, fu trasmesso un nuovo documentario inerente all'incidente, nella serie televisiva Nova scienza[267][268][269].

### New York Times
Nel maggio 2011, Wil S. Hylton, giornalista del New York Times, scrisse un articolo nel quale commentò l'incidente del volo AF 447 dicendo che l'incidente "era facile da spiegare nel mito", perché "nessun altro aereo passeggeri nella storia moderna era scomparso così repentinamente, senza una chiamata Mayday o un testimone o anche una traccia sul radar". Hylton ha spiegato che l'A330 "è stato considerato tra i più sicuri aerei di servizio passeggeri", sottolineando che quando l'aeromobile scomparve, "il volo AF 447 sembrava scomparire misteriosamente dal cielo, come Icaro che cade dal cielo". Il Dr. Guy Gratton, un esperto di aviazione della Flight Safety Laboratory alla Brunel University, ha dichiarato: "Si tratta di un incidente aereo di cui non abbiamo mai visto eguali nel mondo occidentale. Questa è stata la più grande inchiesta degli ultimi anni. Per dirla francamente, grandi aerei passeggeri come nel caso del volo AF 447 non possono cadere misteriosamente dal cielo."

### Aviation Week
Nel luglio 2011, in un articolo su Aviation Week, il giornalista Fred George disse "Abbiamo bisogno di guardare la cosa da un approccio di sistema, un sistema di tecnologia umana che deve lavorare insieme con quello elettronico. Si tratta di progettazione di aeromobili e certificazione, formazione e fattori umani. Se guardate i fattori umani da soli, allora vi state perdendo mezzo o due terzi del fallimento totale del sistema...".
Sempre su Aviation Week, Chesley Sullenberger, esperto di incidenti aerei, ritiene che sarebbe stato meno probabile che l'incidente si verificasse a bordo di un Boeing. Mentre Airbus equipaggia le sue cabine di pilotaggio con sidestick, Boeing, al contrario, utilizza i classici comandi a corno. Questi sono accoppiati meccanicamente tra loro, a differenza dei sidestick dell'Airbus che non lo sono. In una cabina di pilotaggio dotata di timoni di controllo, ogni comando impartito da un pilota è chiaramente visibile all'altro pilota e il timone di controllo viene mosso con relativa forza a ogni comando. Le registrazioni del registratore vocale mostrano che né il copilota di sinistra né quello di destra hanno identificato le condizioni di stallo dell'aereo, nonostante l'avviso di stallo sia suonato 75 volte. Per riconoscere l'errore del pilota ai comandi che provocava lo stallo dell'aereo, il pilota che non volava, seduto sulla sinistra, avrebbe dovuto tenere d'occhio il sidestick del pilota di destra; ciò che rendeva le cose ancora più difficili era il fatto che una modifica relativamente piccola nella posizione del sidestick era sufficiente a portare i timoni da una posizione neutra alla massima escursione. Come mostrano le fotografie della cabina di pilotaggio, il capitano in piedi dietro i sedili si accorse dello stallo solo 48 secondi prima dell'impatto, quando Bonin esclamò: "Ma io sto procedendo così da prima".

### Popular Mechanics
Il 6 dicembre 2011, la rivista mensile americana Popular Mechanics pubblicò una traduzione in inglese dell'analisi della trascrizione del registratore vocale della cabina di guida trapelato nel libro Erreurs de pilotage di Otelli, evidenziando le responsabilità dei co-piloti per lo stallo del velivolo. L'articolo concluse, sulla base delle informazioni scaricate dal Cockpit Voice Recorder e dal Flight Data Recorder, che Pierre Cedric Bonin compì la manovra errata di cabraggio, tenendo continuamente indietro la barra di comando, nonostante i ripetuti avvertimenti di stallo che avrebbero dovuto spingerlo a fare il contrario. Secondo Popular Mechanics, Pierre Cedric Bonin non aveva maturato una sufficiente esperienza e formazione e non aveva soddisfatto i requisiti specificati da Air France per essere un primo ufficiale su un aereo A330; un altro fattore determinante sull'evolversi degli eventi che portarono all'incidente fu il fatto che, dopo che il comandante Marc Dubois aveva lasciato la cabina per il proprio turno di riposo senza stabilire chi lo avrebbe sostituito; il suo posto era stato preso proprio da Pierre Cedric Bonin, che era il più giovane e il più inesperto dei due co-piloti, quando invece sarebbe stato più saggio far assumere il ruolo di comandante ad interim al copilota più anziano ed esperto, David Robert.

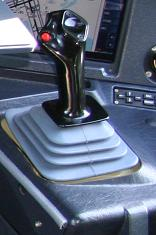
La barra di comando in un aeromobile Airbus.

Popular Mechanics concluse evidenziando che una concomitanza di errori umani e problemi tecnologici furono le causa dell'incidente, ma che gli errori umani ne furono la causa più diretta. L'equipaggio avrebbe dovuto preparare il programma di volo più diligentemente, controllando e ricontrollando le previsioni meteo con largo anticipo e preparando percorsi alternativi in caso di tempeste. Il sistema radar di bordo venne correttamente utilizzato molto più tardi del previsto, solamente dopo che il comandante Dubois lasciò la cabina di guida per il turno di riposo. Fu in quel momento che David Robert scoprì una significativa formazione di tempeste che avrebbero incontrato a breve e che avrebbe dovuto suggerire al co-pilota Bonin un percorso alternativo, spingerlo ad assumere il controllo del velivolo o richiamare immediatamente il comandante in cabina di pilotaggio. La formazione su come controllare un Airbus A330 ad alta quota quando il computer di bordo opera in modalità alternativa non era un requisito obbligatorio per i piloti dell'Air France, e questa mancanza di addestramento è stato un fattore determinante nelle errate manovre apportate da Pierre Cedric Bonin che causarono lo stallo dell'aereo. Quando questo informò David Robert di aver sempre dato un comando di cabrata, originando tutti i problemi, era ormai troppo tardi.

### Air Crash
L'incidente è stato oggetto di un episodio in lingua inglese nella serie televisiva canadese Air Crash del 2012, intitolato "The Rio-Paris Flight Crash" (stagione 12 - episodio 13). I produttori hanno introdotto sequenze interpretate da attori professionisti, riproducendo le espressioni dei tre membri dell'equipaggio tecnico di volo, così come rivelate dal CVR.

### Pièces à conviction
L'incidente è stato oggetto di un documentario del programma Pièces à conviction trasmesso il 14 marzo 2012, che ricostruisce l'intera sequenza dell'incidente così come è avvenuto nella cabina di pilotaggio tramite un simulatore di volo, in tempo reale, e riproducendo i dialoghi e gli allarmi registrati dalle scatole nere.

### The Daily Telegraph
Il 28 aprile 2012 il quotidiano inglese The Daily Telegraph pubblicò un articolo del giornalista britannico Nick Ross, contenente un confronto tra i comandi di volo Airbus e Boeing. Nell'articolo si evidenzia il fatto che, a differenza delle cloche utilizzate da Boeing, quelle utilizzate da Airbus non sono interconnesse e, quando uno dei due piloti dà un comando, l'altro pilota non ha modo di percepirlo. Ross ritiene che questo potrebbe essere stato un fattore determinante che impedì a David Robert e Marc Dubois di accorgersi delle errate manovre attuate da Pierre Cedric Bonin.

### Channel 4
Il 16 settembre 2012, Channel 4 nel Regno Unito ha presentato il documentario Fatal Flight 447: Chaos in the Cockpit, che ha mostrato dati emersi dalle scatole nere, inclusa una ricostruzione approfondita. È stato prodotto da Minnow Films. Una presentazione simile è stata trasmessa in Australia nel 2014.

### Le Point, Le Figaro e AFP
Negli articoli pubblicati nel mese di marzo 2013, lo stato di stanchezza dei piloti venne messo in discussione dalla stampa nazionale francese. Si scopre che Pierre Cedric Bonin è volato a Rio in compagnia di sua moglie Isabelle, mentre il capitano Marc Dubois, che sta per divorziare dalla moglie, è accompagnato dalla sua nuova compagna, Veronique Gaignard, anch'essa dipendente di Air France. Gli articoli concludono che l'equipaggio si recò a Rio "con uno spirito più festoso che professionale".
Elementi a supporto di questa tesi:
- Registrazione della cabina di pilotaggio: il Capitano, alle ore 01:04:19 afferma "Non ho dormito abbastanza la notte scorsa. Un’ora non è stata sufficiente”;
- Il capitano, Marc Dubois, dormì solo un'ora la notte prima del volo; invece di riposarsi, trascorse la giornata visitando Rio[280];
- Indagine del BEA: "durante i primi 23 minuti di registrazione, all'interno dell'equipaggio regna il silenzio, con le comunicazioni radio provenienti dal controllo di Recife in sottofondo, l'attenzione è rilassata fino ad ascoltare la musica";
- Testimone citato: "Secondo il pilota dell'elicottero, intervistato sul posto, l'equipaggio di volo stava già mostrando segni di evidente stanchezza nel pomeriggio del 31 maggio 2009, durante un'escursione in elicottero sulla baia di Rio de Janeiro"[281];
- Secondo un medico specialista del sonno intervistato da Le Figaro: "Quando esaminiamo attentamente la trascrizione delle conversazioni nella cabina di pilotaggio, ci rendiamo conto che il capitano è in uno stato di marcata sonnolenza"[282].

Dormire a sufficienza è una preoccupazione costante per i piloti di voli a lungo raggio. Sebbene il BEA non abbia trovato indicazioni "oggettive" che i piloti del volo AF 447 soffrissero di stanchezza, alcuni scambi registrati sul CVR, tra cui l'osservazione del capitano Dubois secondo cui aveva dormito solo un'ora, potrebbero indicare che l'equipaggio non era ben riposato prima del volo. I piloti avevano trascorso tre notti a Rio de Janeiro, ma il BEA non è stato in grado di recuperare dati relativi al loro riposo e non ha potuto determinare le loro attività durante lo scalo.
L'ex capitano dell'Air France Hervé Labarthe ha osservato che motivi personali, come l'imminente divorzio, potrebbero aver portato alla possibile distrazione del capitano Dubois prima, durante e dopo aver lasciato la cabina di pilotaggio.

### Mayday
Nella serie televisiva canadese Mayday, trasmessa il 15 aprile 2013 in Gran Bretagna, e il 17 maggio 2013 negli Stati Uniti, nell'episodio "Air France 447 disperso" (stagione 12, episodio 13), viene mostrata una ricostruzione dell'incidente e viene riprodotto lo svolgimento delle operazioni di ricerca.

### William Langewiesche
Secondo un articolo di William Langewiesche, pubblicato da Vanity Fair nell'ottobre 2014, il sistema di avviso di stallo dell'Airbus potrebbe aver causato un errore operativo da parte del pilota Bonin. A causa dell'elevato angolo di attacco, il sistema ha temporaneamente respinto i dati come non validi, motivo per cui l'avviso di stallo si è momentaneamente interrotto dopo l'arrivo del capitano nella cabina di pilotaggio. Ogni volta che il pilota abbassava correttamente il muso dell'aereo per uscire dallo stallo, l'avviso di stallo risuonava nuovamente. Questo rinforzo negativo potrebbe aver spinto il pilota a sollevare ripetutamente l'elevatore, supponendo che avesse sentito l'avviso di stallo.

### 99% Invisible
Un episodio del podcast 99% Invisible sul volo, intitolato "Children of the Magenta (Automation Paradox, pt. 1)", è stato pubblicato il 23 giugno 2015 come prima puntata di un documentario in due parti sull'automazione.

### EconTalk
Nel novembre 2015, il professore del Massachusetts Institute of Technology David Mindell, ha discusso della tragedia del volo Air France 447 nel segmento di apertura di un podcast EconTalk, dedicato alle idee contenute nel libro del 2015 di Mindell Our Robots, Ourselves: Robotics and the Myths of Autonomy. Mindell ha affermato che l'incidente illustrava un "fallimento nel passaggio di consegne", dal pilota automatico dell'aereo ai piloti umani.

### Mysteries of the Missing
Nella serie documentaristica statunitense Mysteries of the Missing del 2017, l'incidente aereo è oggetto dell'episodio "Horror Flight" (episodio 8).

### W9 / M6
Nel 2017, otto anni dopo l'incidente, il canale televisivo W9 trasmette il documentario Vol AF 447:que s'est-il vraiment passé? prodotto dal regista Ionut Teianu.
Nel 2019, dieci anni dopo l'incidente, il canale televisivo M6 trasmette il documentario (più completo) AF447 Vol Rio-Paris:que s'est-il vraiment passé? 10 ans après sempre prodotto dallo stesso regista, Ionut Teianu.

### Planète+
Il 31 maggio 2019, il canale televisivo Planète+ trasmette il documentario AF 447: la traque du vol Rio-Paris, di Simon Kessler e Fabrice Gardel, che ripercorre nei minimi dettagli la ricerca a 3.900 metri sul fondo dell'oceano delle due scatole nere dell'aereo.

### Gérard Arnoux
Il 17 luglio 2019 è stato pubblicato il libro di Gérard Arnoux Le Rio-Paris ne répond plus - AF447 «le crash qui n'aurait pas dû arriver». Il libro si presenta come un omaggio alle vittime e la sua tesi centrale è che in Francia si è verificato un fallimento collettivo sia per quanto riguarda gli aspetti tecnici che le condizioni delle indagini.
Numerose personalità hanno contribuito ai lavori: per gli aspetti tecnici Shem Malmquist, capitano istruttore del Boeing 777, per le inchieste Roger Rapoport, giornalista investigativo statunitense, per gli aspetti umani e il supporto alla pubblicazione Frederic Fappani von Lothringen, aviatore e presidente internazionale di una ONG che si occupa di diritti umani.

### Black Box Down
Il podcast Black Box Down, prodotto da Rooster Teeth, ha trattato il volo in un episodio intitolato "Stalling 38,000 Feet Over The Atlantic" il 30 luglio 2020.

### Science Channel
Il 9 settembre 2021, il documentario Deadly Engineering di Science Channel ha trattato l'incidente nell'episodio 1 della terza stagione: "Catastrofi nel cielo".

### Jornalismo da Globo
Il 31 maggio 2024, in Brasile, Globoplay trasmise in anteprima la serie tv Rio-Paris: A Tragédia do Voo 447, che racconta lo schianto nell'Oceano Atlantico dell'Airbus A330 di Air France avvenuto nel 2009. In quattro episodi, il documentario racconta le indagini sull'incidente aereo, il dramma delle famiglie delle vittime devastate dalla tragedia, e cosa è cambiato nella storia dell'aviazione dopo l'incidente. La serie è stata prodotta da Jornalismo da Globo.

### National Geographic Channel
Il volo Air France 447 è stato analizzato nella puntata La vera storia dell'Air France 447 della dodicesima stagione del documentario Indagini ad alta quota trasmesso da National Geographic Channel.